# جرمنتيون
الجرَمنتيون (كذلك: الجرمنت، أو الغرامنت) هم أحدى الشعوب المحلية التي استوطنت بجنوب غربي ليبيا، وجزءا من جنوب الجزائر، وهي المنطقة التي يسميها الطوارق آزجر. وتعد المعلومات عن تاريخ الجرمنتيين مشوبة بالشك، فرغم رجوع معلومات هيرودوت إلى القرن الخامس قبل الميلاد، لكنه لم يقدم لنا إلا القليل منها عن الجرمنتيين. غير أن الآثار المعمارية التي ترجع إلى زمن ما قبل هيرودوت قد اكتشفت في الكثير من المواقع بفزان، ووجدت فيها أدوات حجرية تعود إلى زمن الثقافات الأشيولينية والأتيرية (من 100 ألف إلى 30 ألف سنة ق. م)، ومازالت الكثير من المواقع بانتظار الكشف. وهناك الكثير أيضا من الصور والرسومات الصخرية، رغم أن العلماء لا يرون أنها تعود إلى زمن سابق للعصر الحجري الحديث. ويعد أول مرجع كتابي مدون عن الجرمنتيين هو من وضع هيرودوت، ثم حدثت بعده فجوة، لم تسد بحق حتى كتب بليني عن حملة كورنيليوس بالبوس ضد الجرمنتيين. وقد طور الجرمنتيون نصًا مكتوبًا يسمى تيفيناغ، وتحدثوا بإحدى اللهجات الرئيسية لمجوعة اللغات الأمازيغية، ويُعتقد أنهم أسلاف الطوارق الذين بقوا في نفس المنطقة حتى يومنا هذا.

## أخلافهم
الجرمنتيون كما وصفهم وسماهم هيرودوت وبيليني والمؤلفون الآخرون من العصر الكلاسيكي، هم بالتأكيد من البربر (الأمازيغ).   ويرى سيرجي أن الجرمنت هم أقرباء للطوارق، وسماهم بيس جنسا أبيض من سكان حوض البحر المتوسط، مع ميل إلى السمرة. ومن المحتمل أن يكون الجرمنت من أصل ليبي، وذلك بناء على الدراسات العلمية التي أجريت حولهم وحول الليبيين معاً، واستناداً إلى أوجه شبه بينهم وبين سكان الصحراء الغربية في مصر وإلى الشبه القائم بينهم وبين الطوارق المعاصرين.

## حضارتهم
آزجر هو الاسم الذي يطلقه أهل الصحراء الكبرى على الوطن الذي يشكل قلب هذه القارة مكونا النواة التي كانت مهد الحضارة الإنسانية كما أثبتت الحفريات الأثرية، والمكتشفات الفنية الثرية المزبورة على جدران السلاسل الجبلية مثل تاسيلي وتادرارات وجبل العوينات مكونة أقدم متحف تاريخي للفنون التشكيلية في العالم وأكثره موسوعية وملحمية بحيث لو قرئ على النحو الذي قرئت به نقوش حضارة كالحضارة المصرية لكشف البرهان لا علاقة الحميمة بين الحضارتين وحسب، ولكن على أسبقية حضارات الصحراء الكبرى على حضارة مصر القديمة ومن بعدها حضارات العالم القديم برغم أن العقل اليوناني لم يبخل بمثل هذه البراهين. الاكتشافات الأثرية برهنت على هوية الصحراء الكونية البدئية كمهد للوجود البشري على اليابسة من خلال الجمجمة ذات السبعة مليون عام، ومن خلال الأدلة العلمية الأخرى التي أكدت على حقيقتها كبؤرة انطلقت منها الهجرات إلى كل القارات؛ ولعل آخر هذه الاكتشافات هو علم الجينات الذي برهن على الهوية الإفريقية حتى للإنسان الصيني! 
تعد حضارة الجرمنتيين وهي حضارة آزجر الحضارة التي ينتمي إليها أول إنسان عرفه التاريخ كما تقول المصادر، وقد تشتت جزء من الجرمنتيين هذه القبيلة البدئية الكبرى، وانتقل إلى وادي النيل شرقا، وبلاد الرافدين (سومر)، وإلى اليونان وبلاد اللاتين شمالا مؤسسا لأكبر شتات عرفه التاريخ. وقد اعترف اليونانيون بانتمائهم إلى الجرمنتيين جغرافيا وعرقيا، ولم ينكروا هذا الانتماء ثقافيا أيضا من خلال اعترافهم باستعارتهم لديانتهم ولآلهتهم وعلى رأسهم الربة «أثينا» التي هي «تانيت» الصحراوية، كما يؤكد هيرودوت، وإذا كان الأمر كذلك، فإن المصريين قد فعلوا ذلك أيضا على طريقتهم، أعني من خلال شعائرهم التي لم تعترف بغير الغرب وطنا في صلوات دنياهم كما في ابتهالات مماتهم كما ورثناها في متون الأهرام المسماة بلغة التكوين ((برت أم هرو)) التي تعني ((الطريق إلى حرم الإله هرو)) وهو مكان جليل يقع في صحراء تاسيلي كان كهنة آزجر قد اتخذوه حرما لإله الآلهة الصحراوي ((هرو)).

## جغرافيا أرضهم

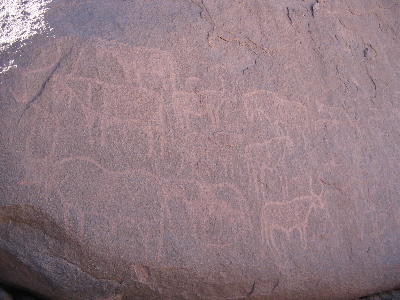
نقوش الثيران التي تحدث عنها هيرودوت في الهقار.

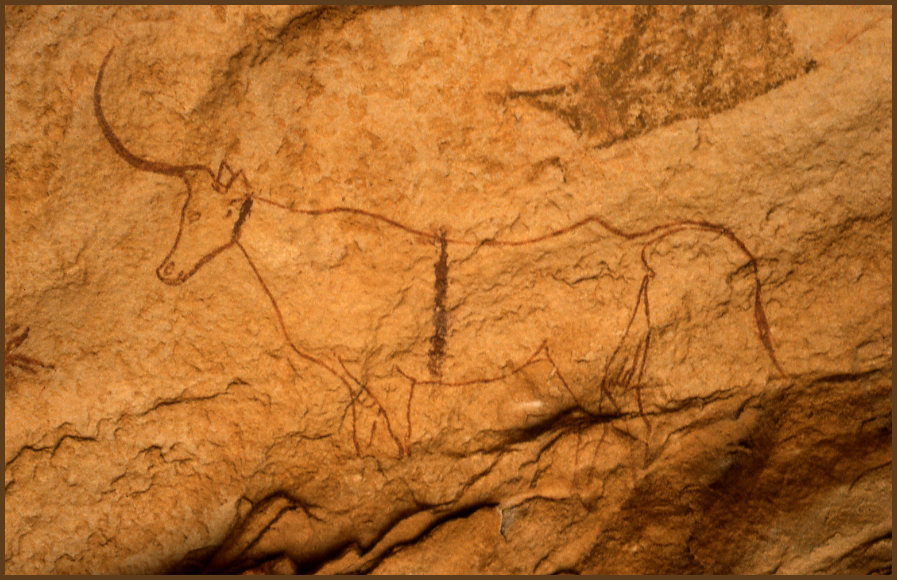
لوحة لثور من الثيران التي تحدث عنها هيرودوت في طاسيلي ناجر.

عندما دون هيرودوت مؤلفاته التاريخية حوالي سنة 445 قبل الميلاد، سجل فيها أن مسيرة عشرة أيام إلى الغرب من آمون (معبد زيوس آمون في واحة سيوة غربي مصر) توصل الإنسان إلى عجيلة (وهي واحة جالو)، وأن السير مدة عشرة أيام أخرى من عجيلة تنقل المرء عبر رواب من الملح وينابيع وأشجار النخيل المثمرة، هنا عاش الجرمنتيون: 
| جرمنتيون | أمة بالغة العظمة، تزرع الأرض وتضع التربة فوق الملح | جرمنتيون |

كما يقول هيرودوت، ثم يردف القول: 
| جرمنتيون | ويسافر الجرمنتيون على عربات ذات خيول أربعة، ويطاردون بها الأثيوبيين سكان الكهوف، لأن الأثيوبيين سكان الكهوف كانوا يسرعون في سيرهم على الأقدام أكثر من أي قوم وصلتنا أخبارهم | جرمنتيون |

 ويسجل هيرودوت أن من بين ممتلكات الجرمنتيين الأخرى ثيرانهم الخرافية التي تسير إلى الخلف أثناء رعيها، فيقول:
| جرمنتيون | وكان عند الجرمنتيين الثيران التي تسير إلى الخلف أثناء الرعي لأنها لا تستطيع السير إلى الأمام، إذ أن قرونها تغوص في الأرض إذا فعلت ذلك، وهي فيما عدا هذه الصفة مثل بقية الثيران سوى أن جلودها أسمك ومختلفة الملمس | جرمنتيون |

 هذه هي معلومات هيرودوت. تتسع المنطقة التي يفترض أن تكون موطن الجرمنتيين وأرضهم، ولكن المؤكد وبدون أدنى شك بأن وادي الآجال كان مهدهم، وأن جرمة عاصمتهم. وإذا كان كبوتو قد قدر وجود 59686 قبرا بين تين أبو ندة والأبياض فإن ما تم من أبحاث تالية يقدر بأن العدد الإجمالي للقبور ربما يكون في الواقع ثلاثة أو أربعة أضعاف العدد المذكور. وإذا كانت المنطقة التي عاش فيها الجرمنتيون هي حقا بتلك الضخامة والاتساع كما ذكر سابقا وكما قال بليني، فإن مملكتهم ربما كانت نوعا من الاتحاد الكونفدرالي.

## تاريخ تنقلهم
تقع جرمة في مركز الوادي، ولكنها لم تكن أول مكان أقام به الجرمنتيون، لأن قلعة زنككرة البارزة هي أول حصن لهم، وقد اكتشف فيها عدد ضخم من المساكن، وأجريت الحفريات الكثيرة في أماكن مختارة منها. وبينت هذه الحفريات أن احتلال ذلك المكان والإقامة فيه جرى منذ زمن يرجع إلى الألف عام الأولى قبل الميلاد، على الأقل، ويستمر حتى نهاية القرن الأول بعد الميلاد. ولم تكن المواقع الأولى التي وجدت على نتوء الجبل أكثر من مأوى بسيط تم نحته بجانب ذلك المرتفع، حيث كان الجرمنتيون يأوون مع قطعان ماشيتهم. ثم ظهرت هنالك فيما بعد مستوطنة جدرانها من الحجر الجاف ذات أكواخ من سعف النخيل، وحلت محلها بالتالي منازل مبنية بشكل أفضل يحيط بها سور يلتف حول النتوء عند أسفله. ثم أخذت المنازل الجيدة البناء من الطوب الطيني تحل مكان الأبنية ذات الجدران الحجرية الجافة. وتبين التحريات بأن الغرض من إقامة السور المحيط بالمنازل كلها هو حبس المواشي أكثر من اعتباره جدارا دفاعيا. وقد وجد خارج حصن النتوء (وهو الجزء البارز من الجبل) سور آخر وأرصفة، وفيها بعض آثار الاستيطان، ثم وجدت بعد ذلك مدافن تنتشر في المنطقة القريبة.

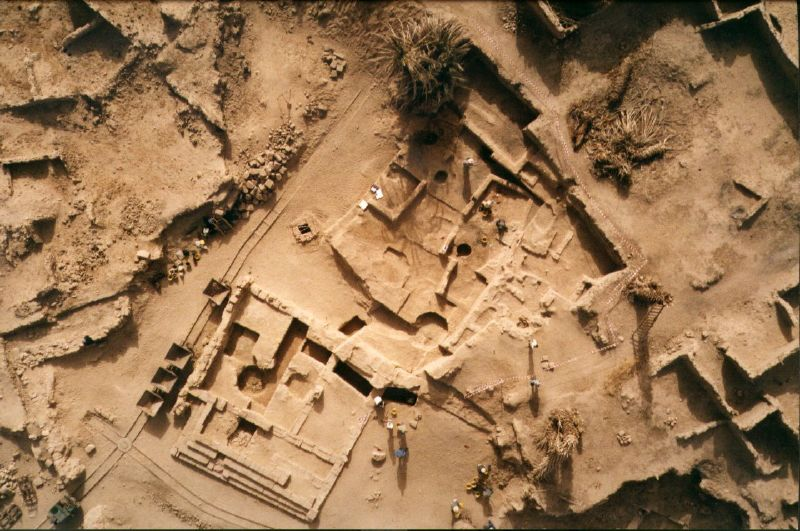
آثار مدينة جرمة عاصمة الجرمنتيين.

أما مساحة المنطقة المعنية في زنككرة فهي عظيمة، فالمستوطنات القائمة على السفح الشمالي وعلى القمة داخل الجدار المحيط بالمنازل تحتل أكثر من ثماني هكتارات بينما تتراوح المساحة الكلية للمنطقة الداخلة ضمن الأرصفة أو جدران التسييج ما بين عشرين إلى اثنين وعشرين هكتارا. (الواقع أن الأرصفة قد دمرت في بعض الأماكن وربما كانت المساحة الأصلية المسيجة أصلا تزيد أربعة هكتارات عن الرقم السابق.)
ويبدو أن أخر المستوطنين الجرمنتيين قد غادروا زنككرة في أواخر القرن الأول الميلادي، ثم انتشرت وظهرت سلسلة من المقابر، بعضها خارج الجدار المحيط بالمنازل وبعضها داخله. وتقرب مساحة أكبر مقبرتين من هذه المقابر من هكتار ونصف، ويبدو أن إحداهما استمرت مستعملة حتى القرن الرابع الميلادي. وهكذا نرى أن زنككرة، التي بدأ وجودها كلقعة يسكنها الأحياء ويعمرونها، انتهت إلى مدينة صامتة يسكنها الأموات. وتبين المكتشفات الأخيرة بأنه لا بد من استمرار وجود ما للحياة والإقامة في موقع بوسط وادي الآجال، يرجع القرن الرابع أو الخامس الميلادي وهذا الموقع هو الذي أصبح أسطورة مدينة جرمة، عاصمة الجرمنتيين.
ولا بد أن جرمة كانت تحتل أرضا مرتفعة على شكل قضيب أو حاجز يخترق مساحة واسعة ضخمة من المياه الضحلة، وكما نتصور، نرى المظهر العام للمنطقة كان يختلف تماما عما هو عليه اليوم. ويبدو أن من المحتمل أن كلا من جرمة وسانية جبريل، التي بعد مسافة 300 متر إلى الشرق كانتا جزءا من جرمة القديمة، التي كانت عند أعظم امتداد لها، تغطي جزءا من الأرض تصل مساحته إلى عشرين هكتارا. وقد بينت الاكتشافات التي إنجزت حتى اليوم أن أقدم استيطان تم في المنطقة حل في منطقة تقع تحت مدينة جرمة الحديثة؛ لأن الأبنية المشيدة من الطوب الطيني، والتي تتراكم في طبقات فوق بعضها البعض، وترجع إلى فترات عديدة تنبين بأن ذلك الموقع الذي استوطنه الناس في وقت ما، استمر مركزا للإقامة والحياة. وفي أواخر القرن الأول الميلادي اجتذب هذا الموقع جميع سكان زنككرة تقريبا، أما مع مجيء منتصف القرن الثاني الميلادي فلابد أن الناس هجروا القلعة الواقعة على قمة المرتفع بزنككرة إلى مكان المقابر التي تقع الآن على منحدراتها السفلى. أما في سانية جبريل فقد دامت الحياة حتى مطلع القرن الثالث الميلادي، ولكن جرمة ظلت مسكنا ومكان إقامة مدة أطول بكثير.
ورغم الأهمية العظيمة لجرمة والإعجاب الشديد بها فلا بد أن يكون الكثير من الجرمنتيين قد عاشوا في قرى أو في منازل منفردة صغيرة. ويؤيد هذا الاحتمال اتصال وامتداد خطوط المقابر والفخار على طول وادي الآجال.

## دولتهم
أسس الجرمنتيون دولة عظمى منذ أكثر من عشرين قرنا في الصحراء الليبية وحضارة متطورة كما يؤكد عالم الآثار البريطاني ديفيد ماتينغلي، وكان الجرمنتيون الذين يحكمهم ملوك على ما يبدو، قد سيطروا في أوج حضارتهم على منطقة واسعة من الصحراء تبلغ مساحتها حوالى 300 ألف كيلومتر مربع وهددوا في ذلك الحين المدن الواقعة على ساحل البحر المتوسط وشعوب منطقة جنوب الصحراء في تشاد والنيجر، وكانت جرمة عاصمتهم تقع في وادي الآجال وهو أرض منخفضة يبلغ طولها 150 كيلومترا وعرضها بين ثلاثة وخمسة كيلومترات من الغرب إلى الشرق بين دهناء أوباري وشاطئ صخري.

## عاداتهم الاجتماعية

### اللباس
عن لباس الجرمنتيين، يصف المؤلف لوسيان الجرمنتيين بأنهم يلبسون الملابس الخفيفة، أما الرجال ذوي المكانة الخاصة فكانوا؛ للتمييز، يرتدون الثياب الطويلة المفتوحة من الأمام والمثبتة على الكتفين، وفي المدة الأخيرة أصبحت هذه الملابس من القماش المثبت بأشرطة ذهبية، ولكنها كانت في الأزمنة المبكرة تصنع بالتأكيد من جلود الأسود، والفهود، والدببة، وأحيانا تكون ذات أهداب على أطرافها. ومما يؤيد هذا وجود أجزاء وقطع من هذه الملابس الجلدية والقماشية في مقابر الجرمنتيين. وكانوا من وقت لآخر، يلبسون فوق هذه الثياب عباءات فضفاضة، ويلبسون تحت الثوب أما سترة قصيرة مثبتة عند الخصر وتمتد إلى الركبة، وأما ملابس النساء فهي أقل وضوحا، ولكن الثوب الشائع عندهن هو ما يشبه التنورة الطويلة المتدلية من الخصر إلى ما تحت الركبة.

### الوشم
يظهر الوشم بشكل واسع في الصور المصرية عن الليبيين، ويمكن رؤية نماذج لها بوضوح على أسفل وأعلى الذراع، وعلى أسفل الساق، وكذلك على الجسم أحيانا. ومن المؤكد تقريبا أن الوشم كان مقصورا على الرجال، وللزعماء منهم ورؤساء القبائل فقط.

### تصفيف الشعر

تصفيف الشعر عند الجرمنتيين.

يخبرونا سترابو أن رجال إحدى القبائل الموريتانية ((يعتنون بتحسين مظهرهم وذلك بتضفير شعورهم وتزيين لحاهم، ولبس الزخارف الذهبية، وتنظيف الأسنان وتقليم الأظافر)) ولكن الصور المصرية البارزة والمصادر الأخرى توضح وتبين بجلاء أن هذه العادات كانت منتشرة بين الليبيين على وجه العموم. وتبين المناظر الشائعة الرجال بلحاهم الصغيرة المدببة وشعورهم الممشطة إلى الخلف فوق رقابهم، وتجدل أحيانا على شكل ضفائر صغيرة ذات أهداب متدلية إلى الأمام، ولهم مناظر جانبية مميزة للغاية، ويمكننا أن نتبين في هذا الطراز من الشعر الصفة الحقيقية المميزة للجرمنتيين رغم أنها لا تقتصر عليهم – لأن الاختلاف في تصفيف الشعر بين مختلف القبائل كان أمرا ملاحظا عند قدماء المؤلفين الذين يخبروننا أنه كان يمكن في حالات كثيرة تعريف قبيلة من طراز شعرها المميز. ومن المظاهر الشائعة الأخرى لبس ريش النعام على الشعر، وتبين النقوش المصرية المأخوذة من وادي الآجال أن هذه الصفة كانت مميزة عند الجرمنتيين، رغم أنها لم تقتصر عليهم لأن النقوش المصرية البارزة مثلا تبين من آخر لآخر أشخاصا ليبيين وعلى رؤوسهم ريش طويل، وتبين النسامونيين وهم يضعون جناح طير على رؤسهم، كعلامة على السفر.

## اقتصادهم

### زراعتهم
النخيل عند الجرمنتيين موجود بكثرة، ويخبرنا بيليني أن ((دواخل أفريقيا حتى موطن الجرمنتيين، وكذلك الصحراء مغطاة بأشجار النخيل التي تمتاز بحجمها وفاكهتها الحلوة المذاق الزكية الرائحة)). وستلقي تحليلات اللقاح والمواد الأخرى التي اكتشفت أثناء الحفريات، المزيد من الضوء على الحياة النباتية هناك. ويحتمل أن تكون أنواع كثيرة من الأشجار والنباتات قد نمت عند الجرمنتيين، وخاصة القمع والشعير والحبوب الأخرى، والخضار المتنوعة والتين واللوز والرمان والزيتون والقطن والبرسيم والكثير من الأعشاب.
وقد انتعشت هناك الأشجار الكبيرة والصغيرة والخضر والحيوانات لكثرة المياه التي تجلبها شبكة المياه بجمعها وتوزيعها خلال القنوات. ولا شك أن الثيران الشهيرة التي تسير إلى الخلف قد ربيت مع الغنم والماعز والخنازير، وكلها مؤكدة من بقايا العظام، وكذلك الخيل أو الحمير اللازمة للمركبات أو العربات.

### تجارتهم
كان للجرمنتيين تجارة، حيث تشهد الثروة التي وجدت بالقبور في وادي الآجال من المستوردات الجيدة الأنواع، على وجود شيء عند الجرمنتيين كان الرومان بحاجة إليه وعلى استعداد لدفع ثمنه، ولكن المشكلة ما زالت دون حل لعدم وجود سلطة قديمة تقرر بوضوح وجود تجارة القوافل، إما من عند الجرمنتيين أو إليهم، ولكن العلماء المعاصرين ينظرون إلى ثروة لبدة والمدن الساحلية الأخرى، ويرون أن تجارة القوافل لا بد أنها قد انتعشت في الأزمنة القديمة مثلما كانت في العصور الوسطى، وبها اغتنى الجرمنتيون كوسطاء وسماسرة يسيطرون على الواحات ونقاط الراحة الواقعة على الجانب الشمالي من وسط الصحراء. ومع ذلك يبقى الأمر صعب الاثبات، رغم أن معظم التجارة التي كانت تمر عبر الأسواق كانت سهلة المنال في طرابلس والمناطق الساحلية، كمثل سهولتها في فزان أو في المناطق التي تتعداها إلى الجنوب. والمادة الوحيدة المعروفة الإنتاج في الصحراء هي العقيق الأحمر المشهور، ويعتبرها بوفيل السلعة الرئيسة في تجارة الجرمنتيين. ويرى سترابون أن أصل مصدر العقيق الأحمر عند الجرمنتيين. ويبدو أن الجرمنتيين كانوا وسطاء في هذه التجارة إن لم يكونوا هم فعلا المسطرون عليها.

## رسومات ونقوش جدارية جرمنتية

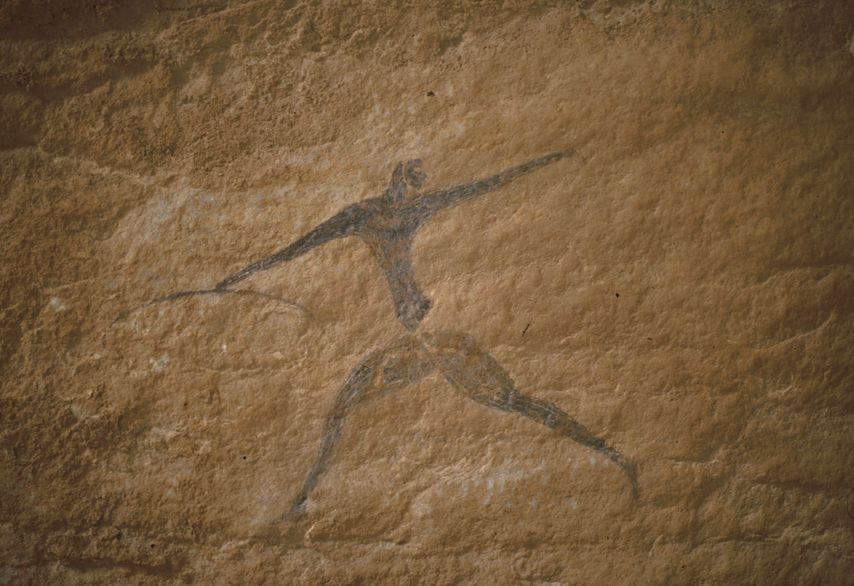
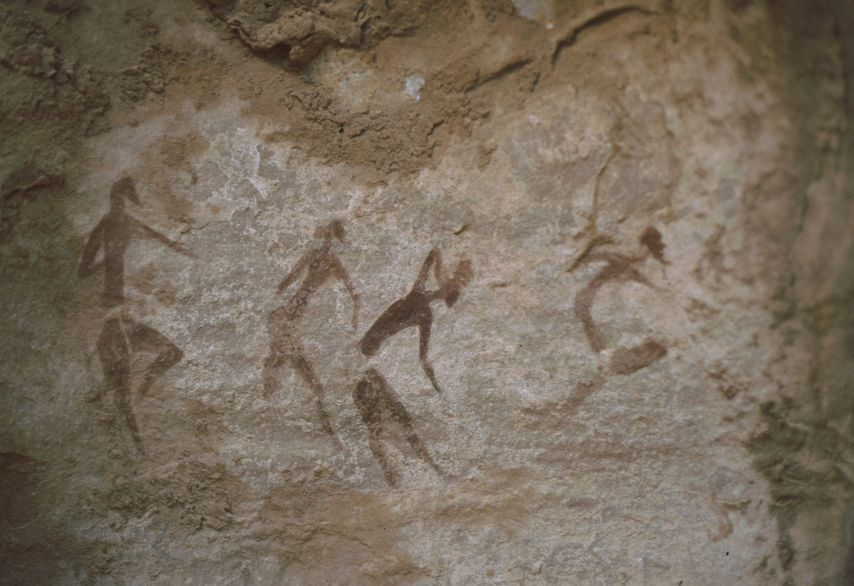
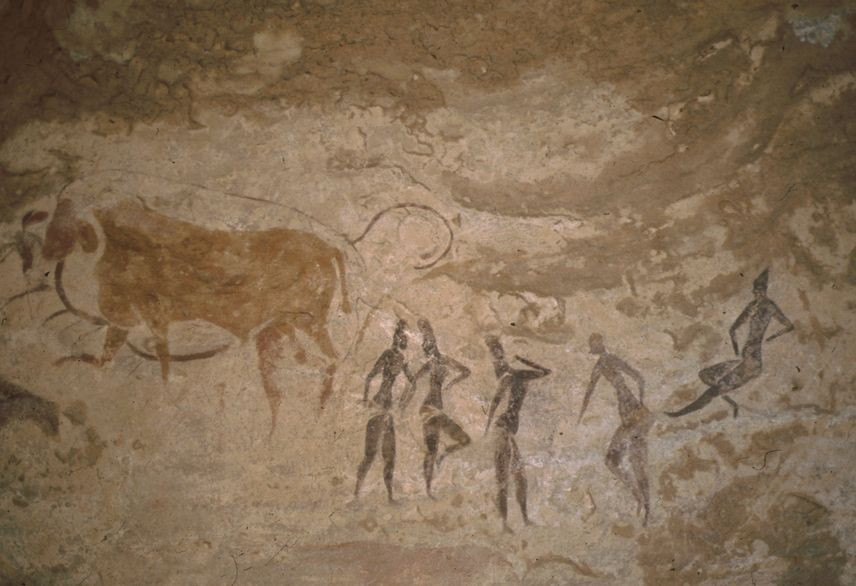
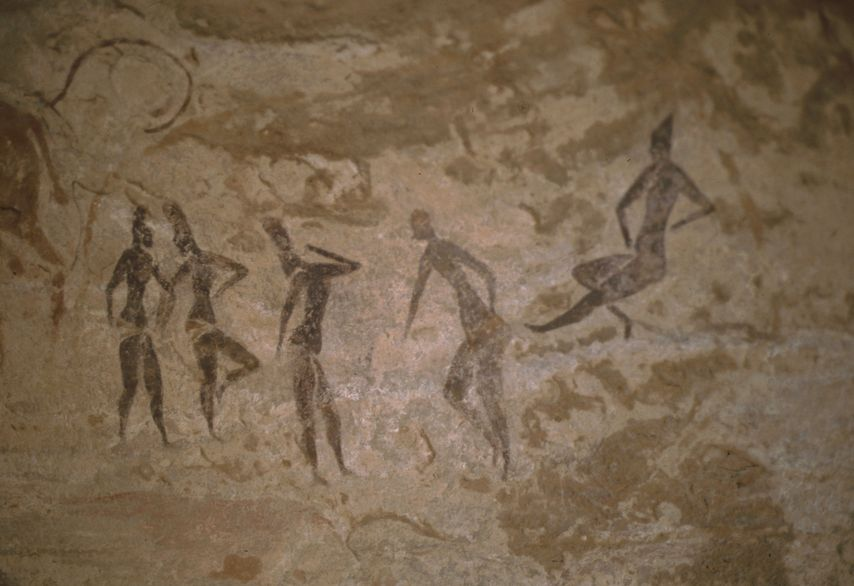
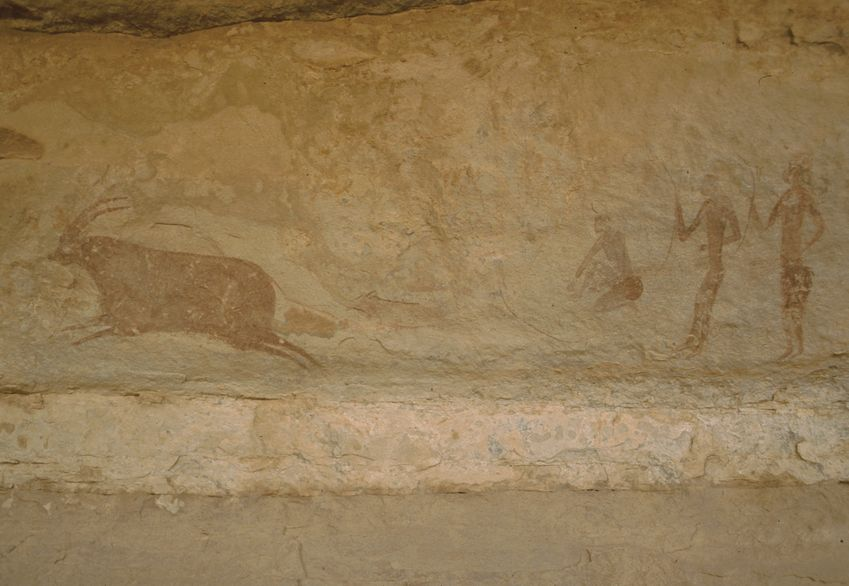
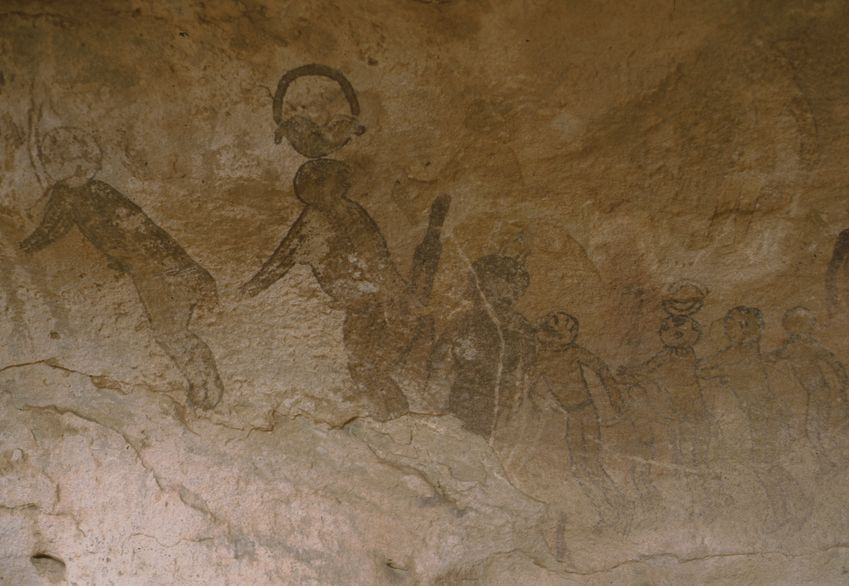
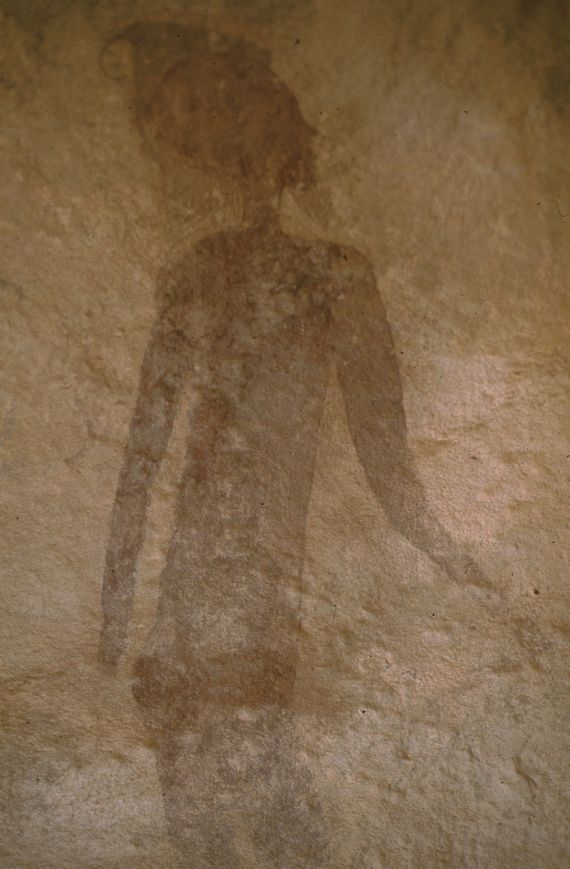
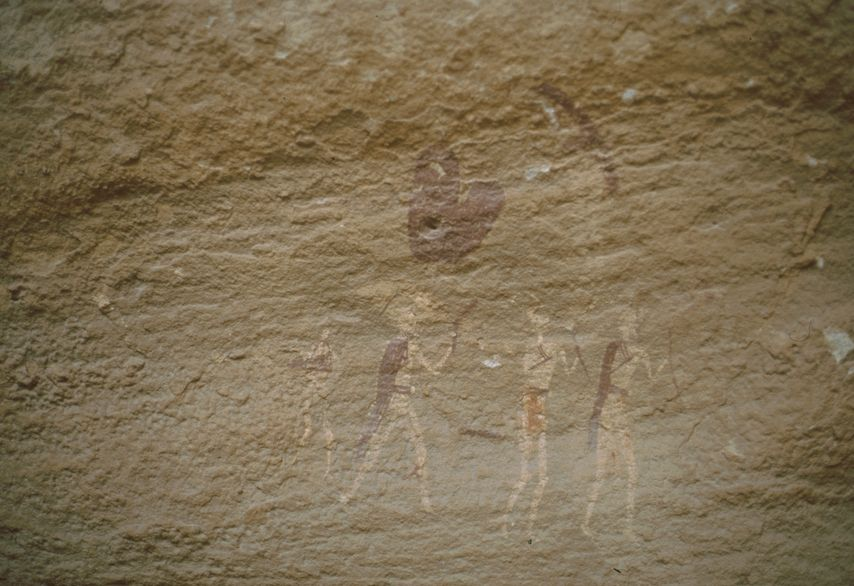
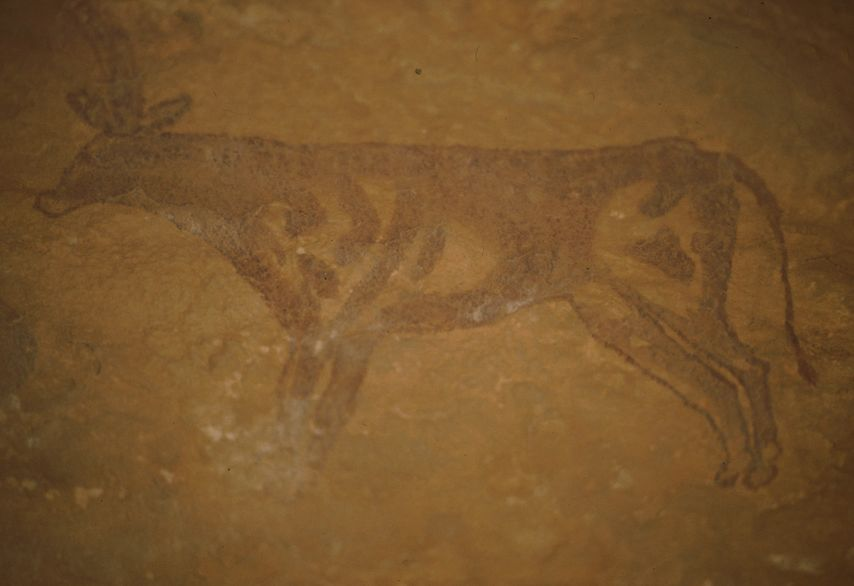
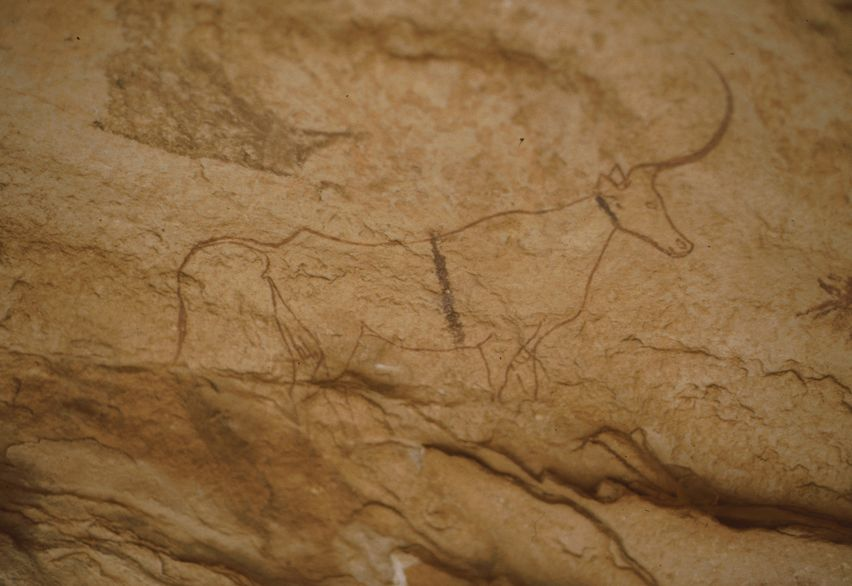
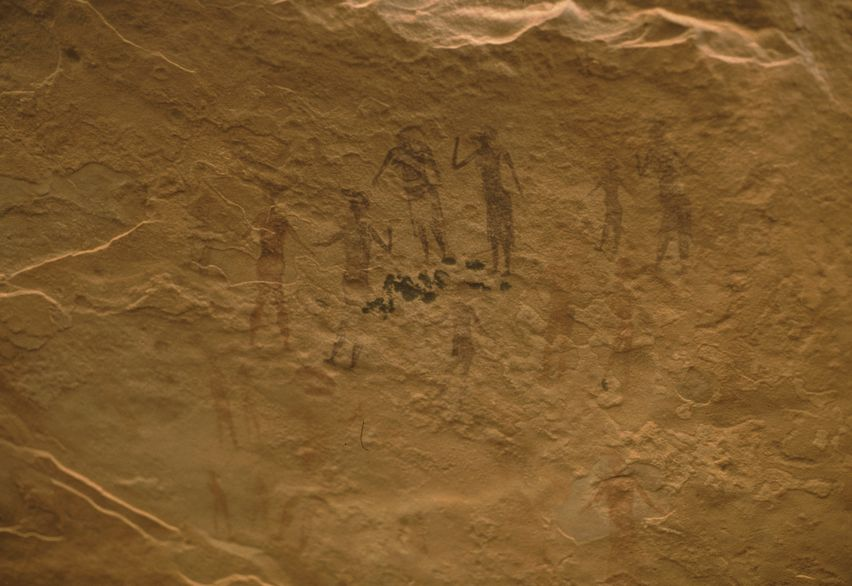
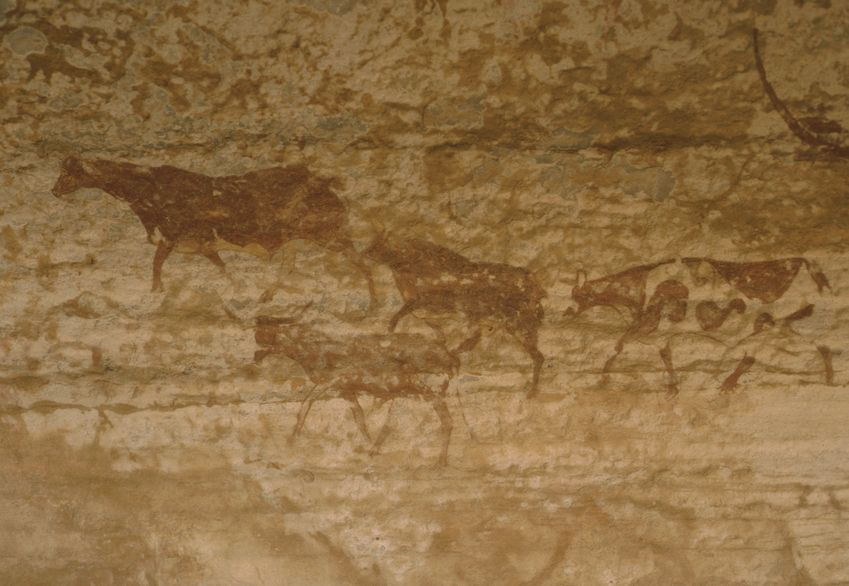
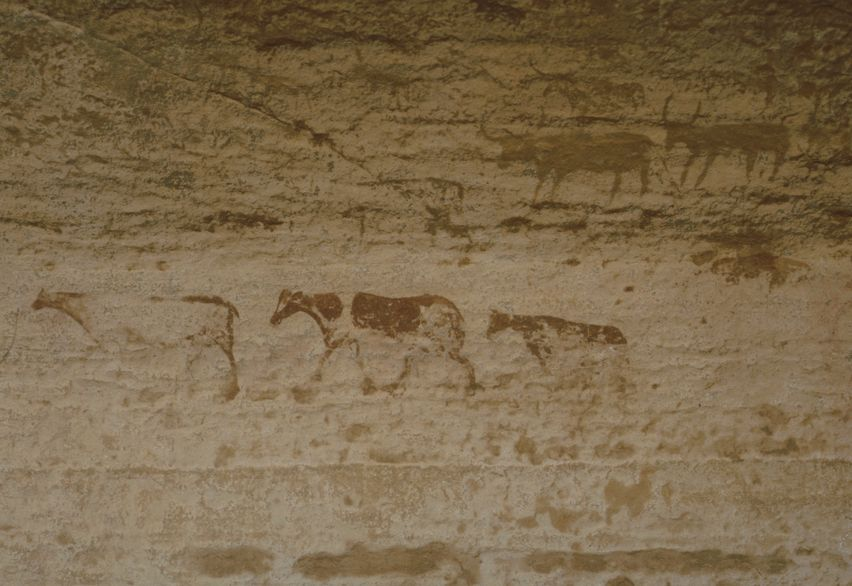
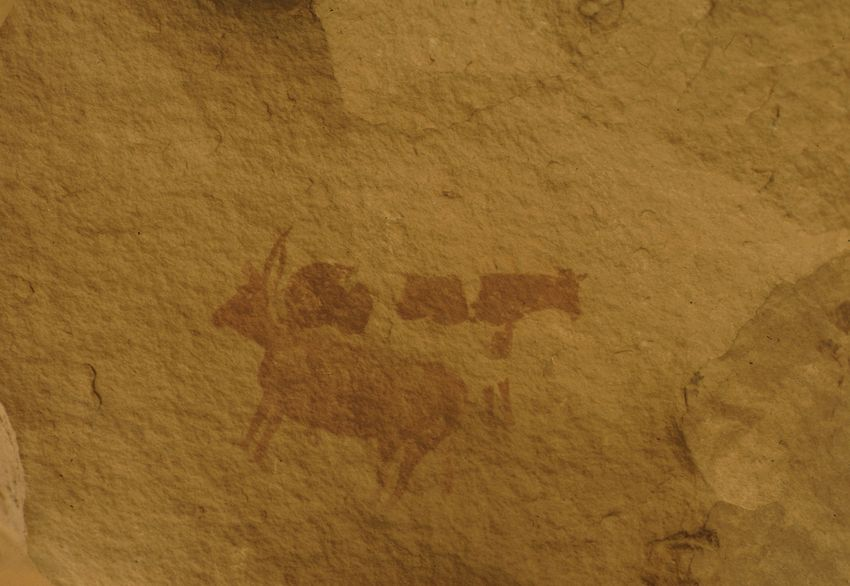
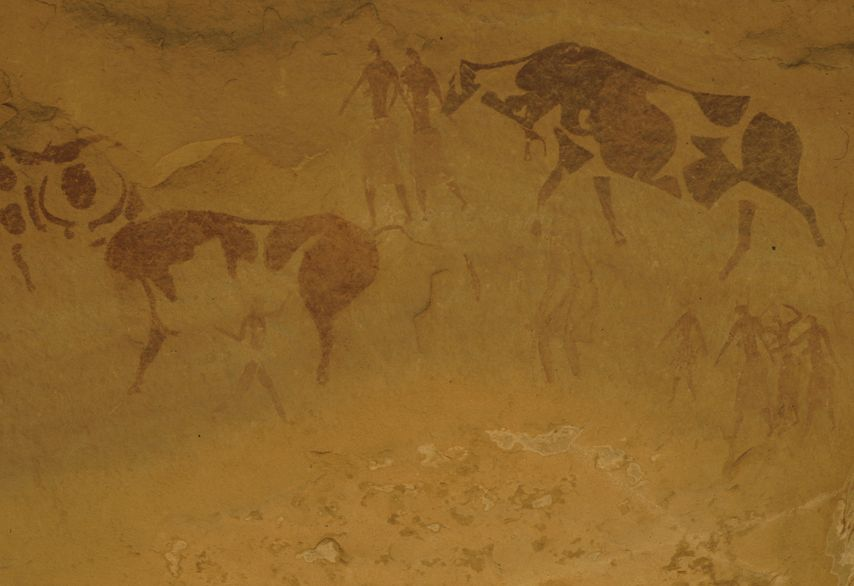
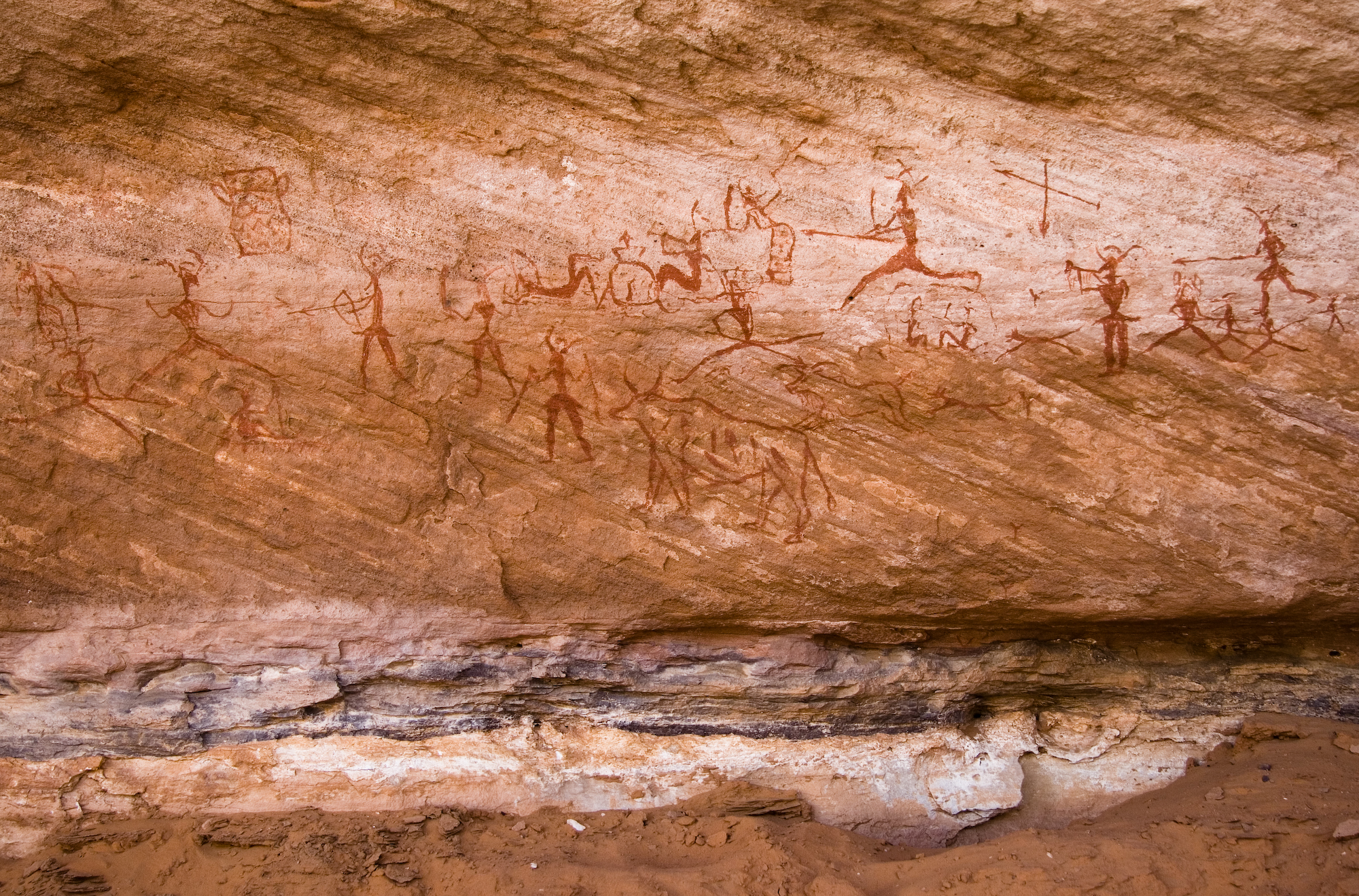
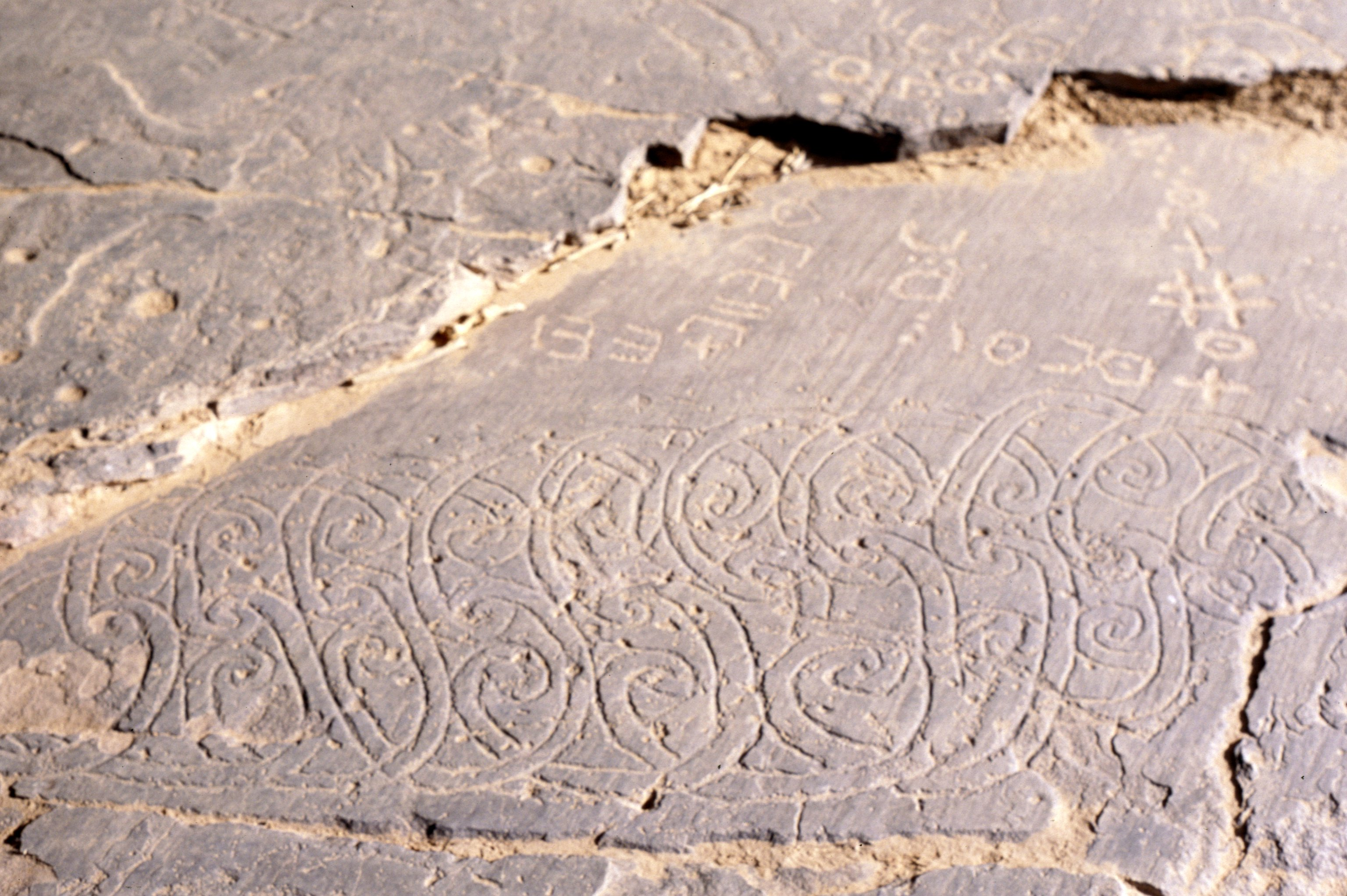
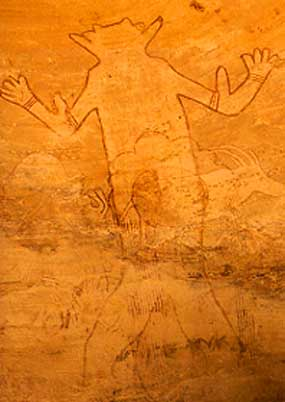
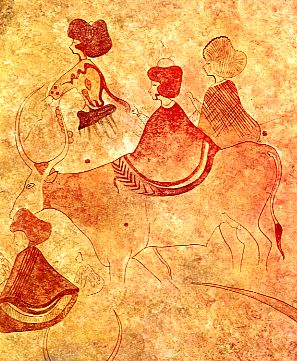
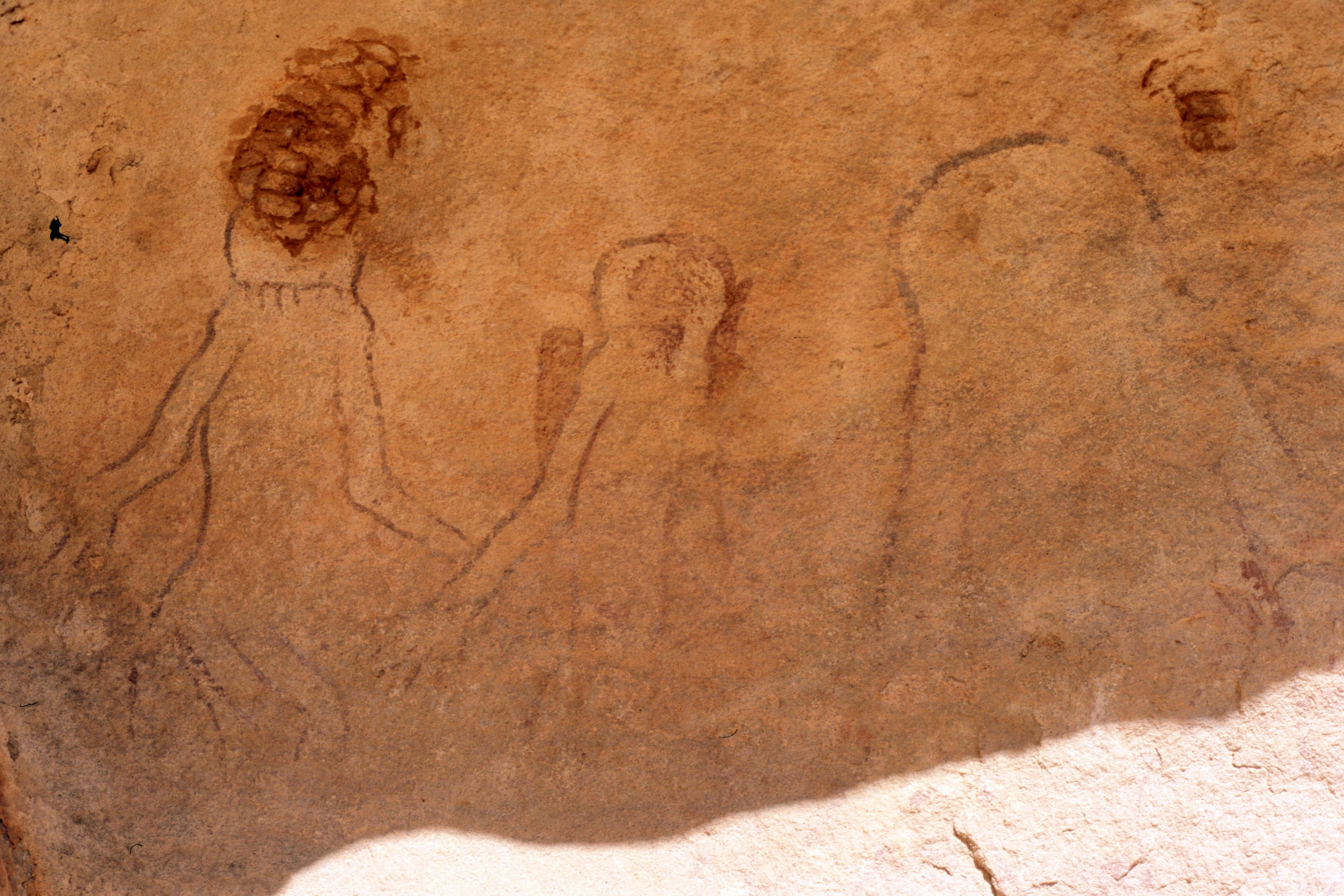
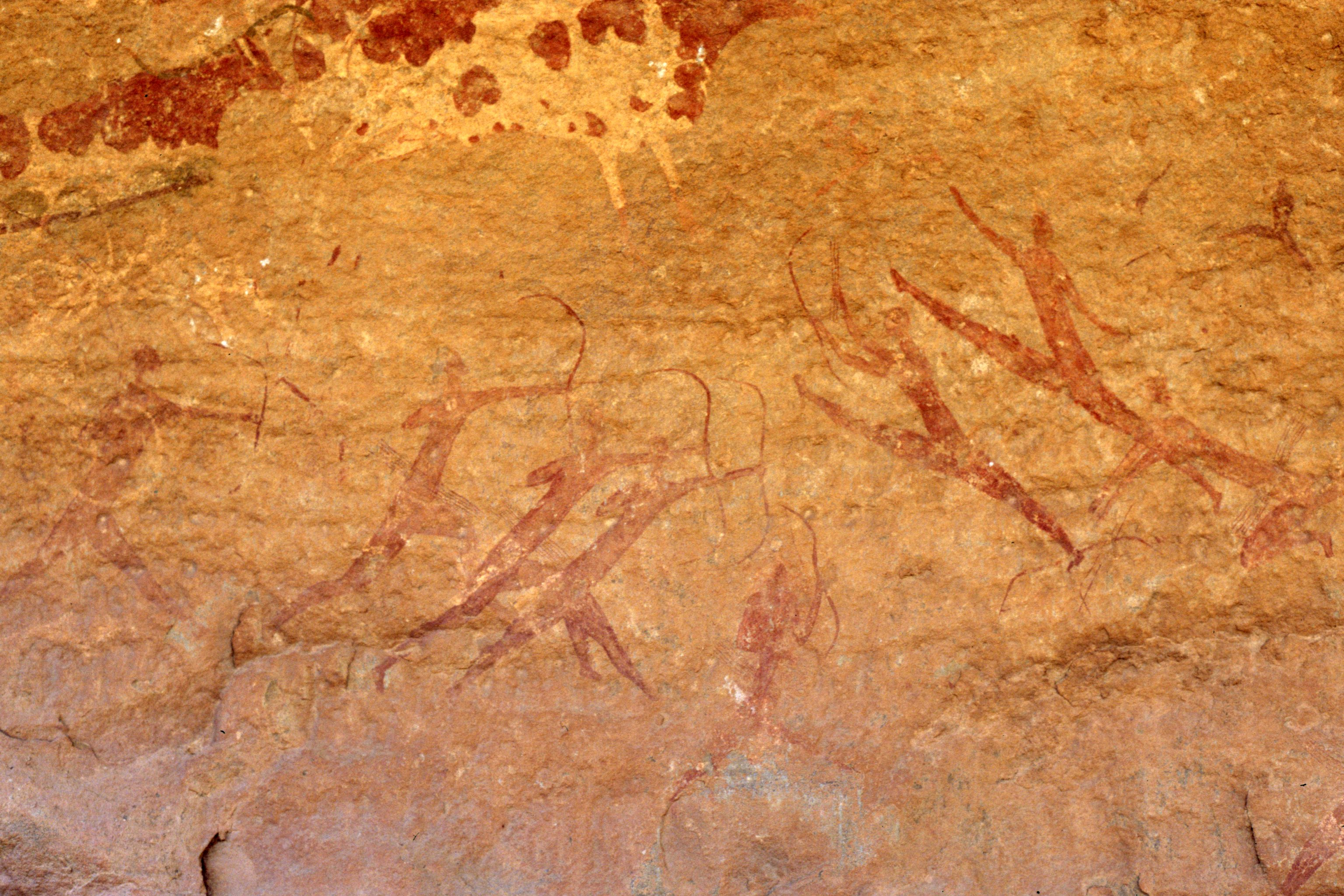
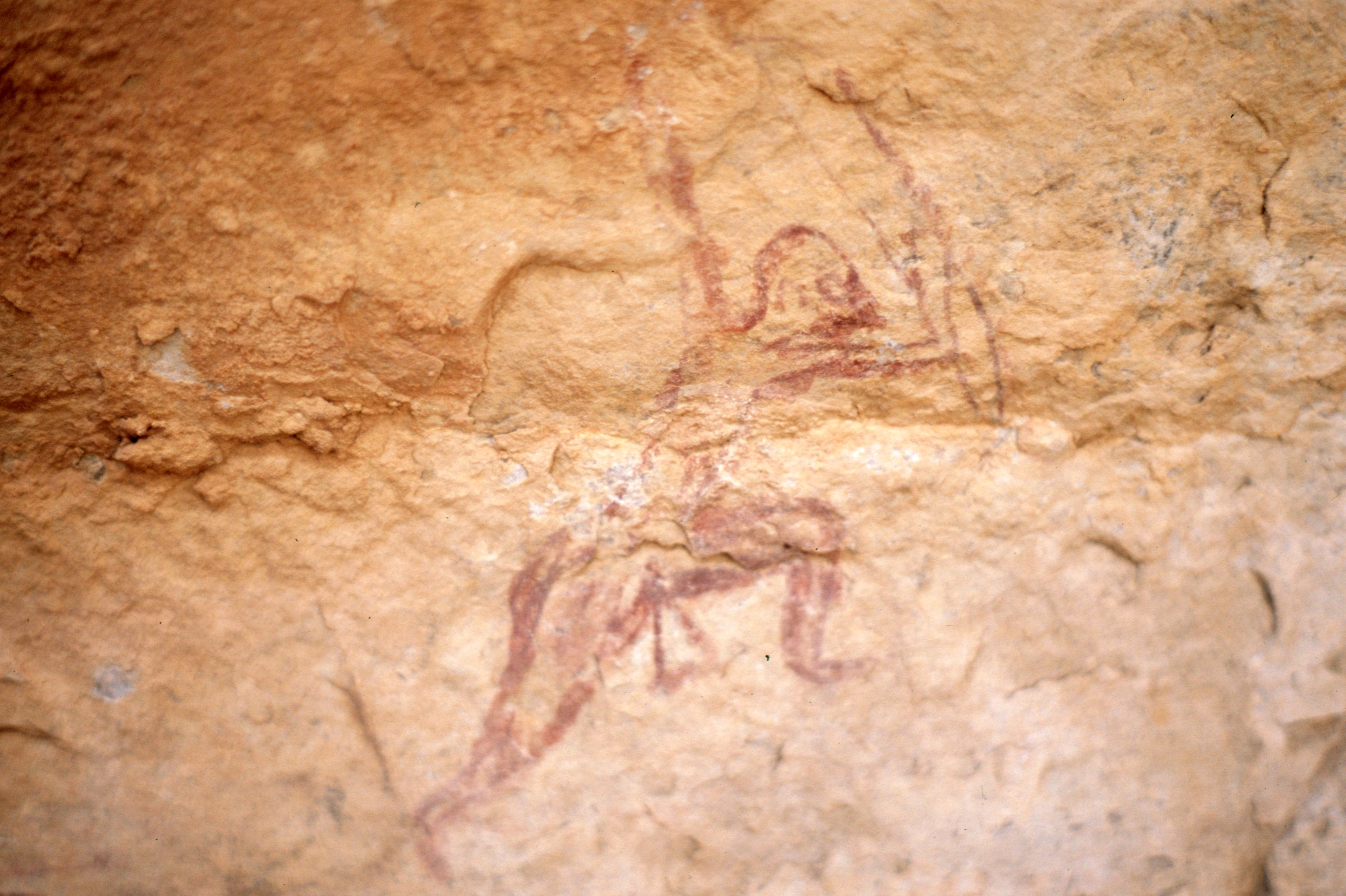
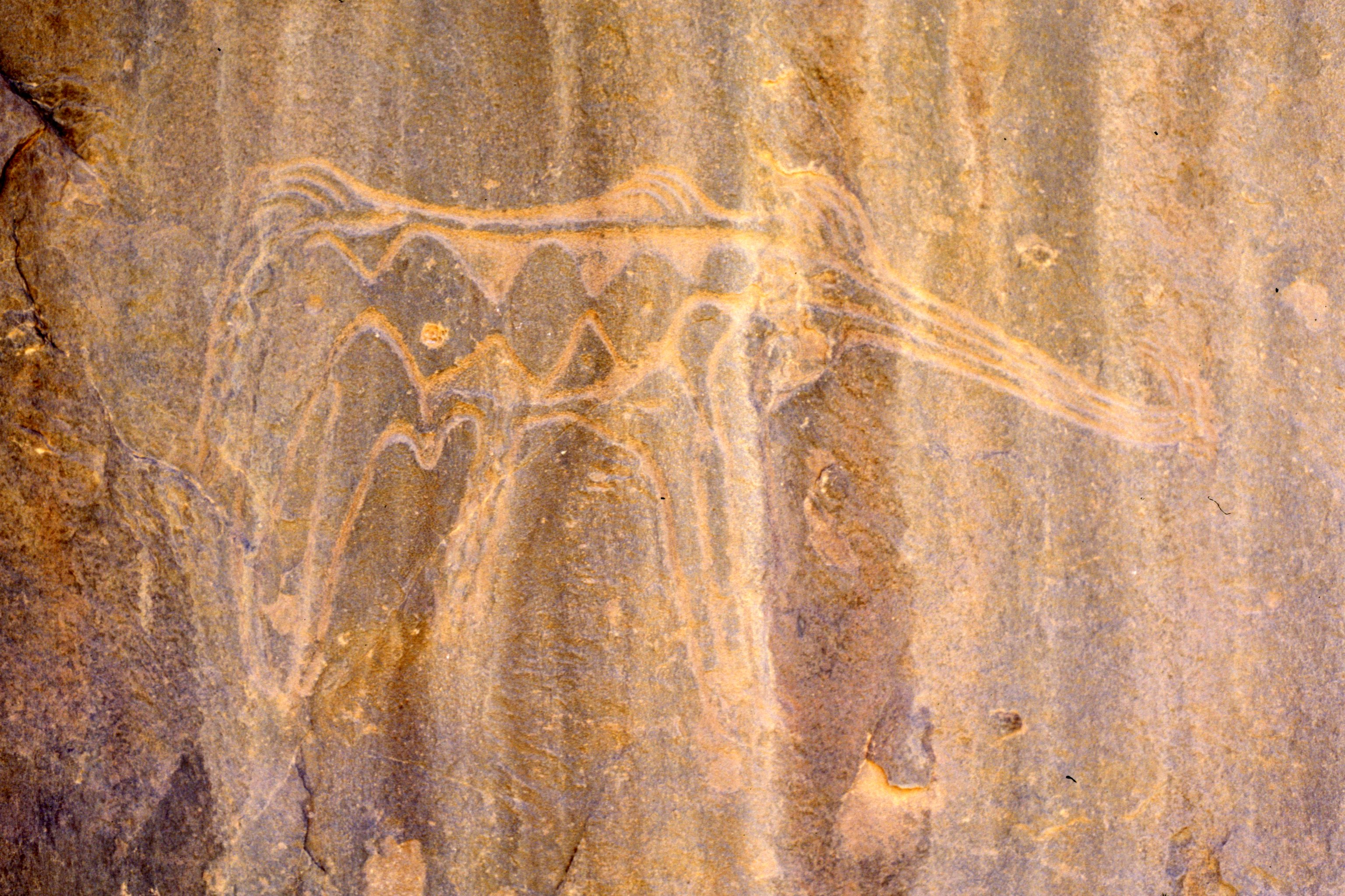
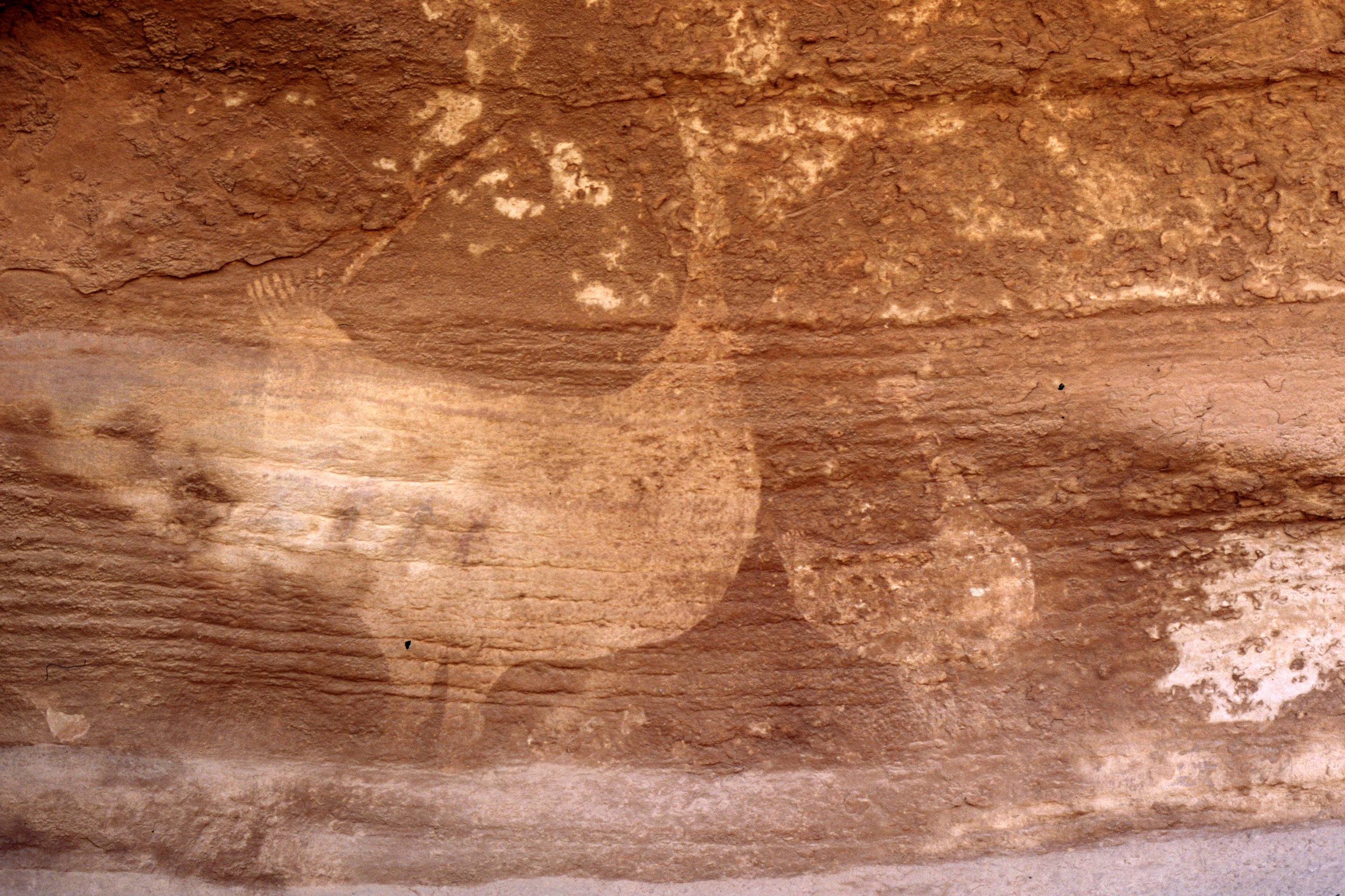
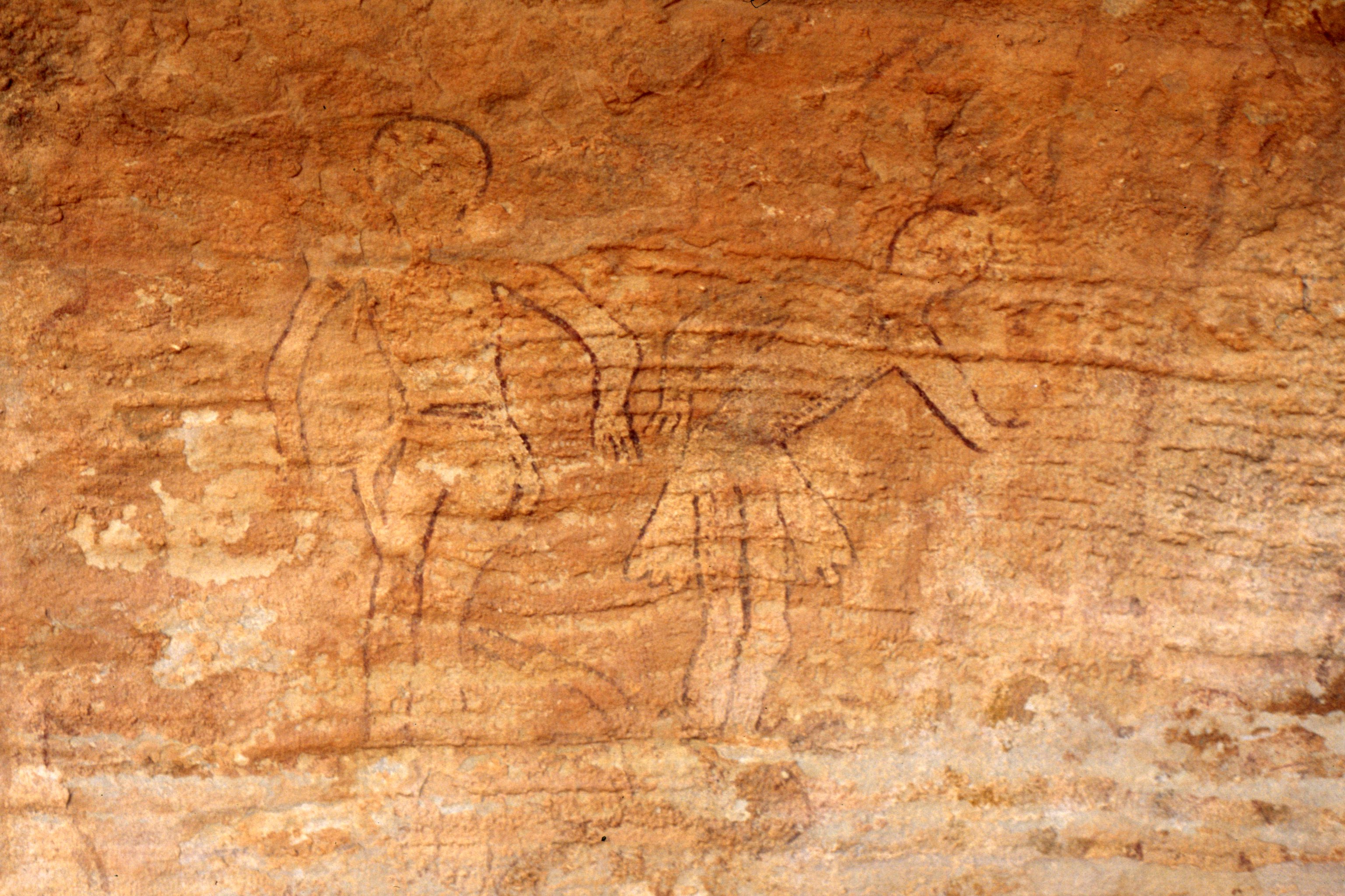
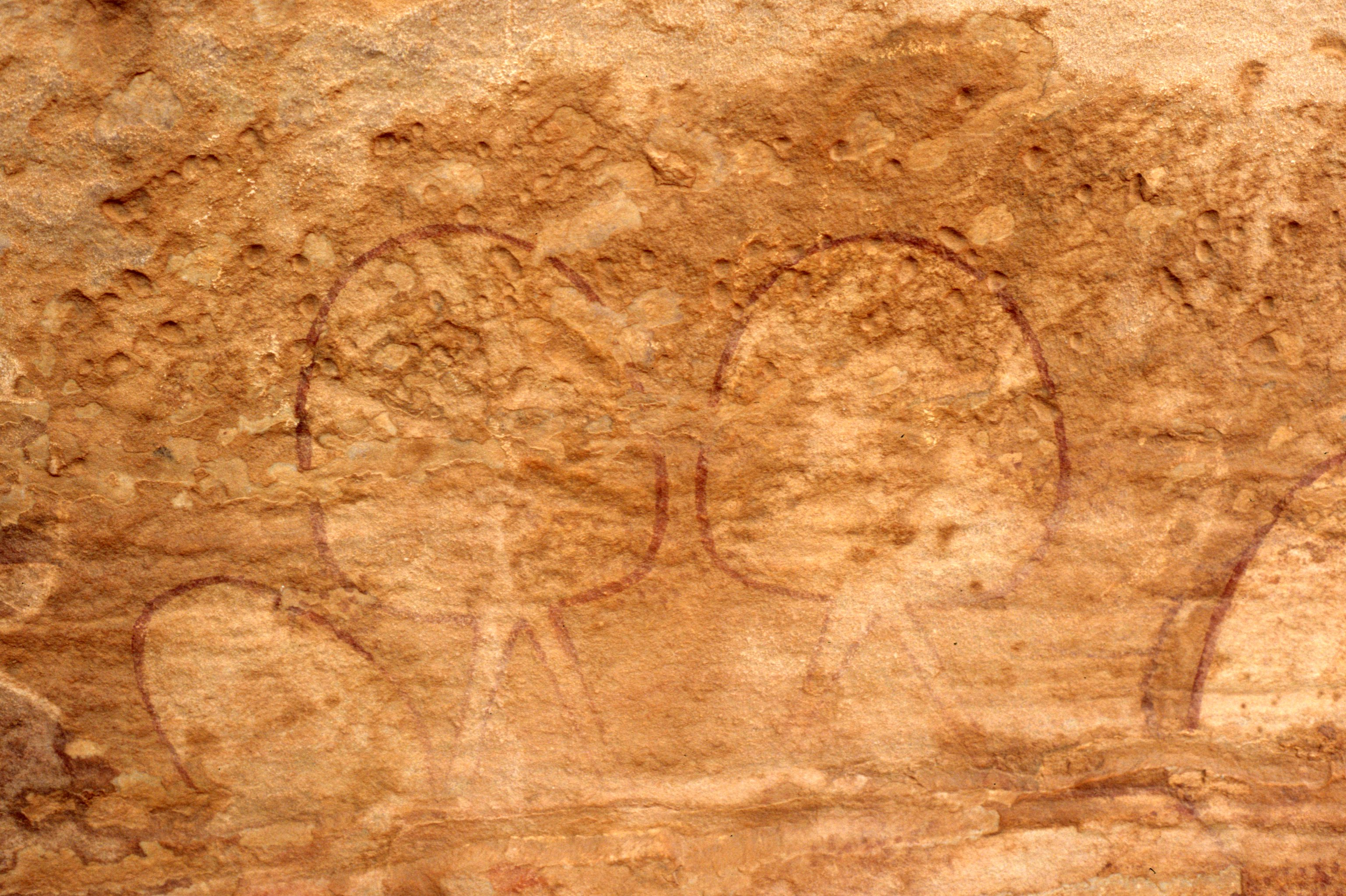
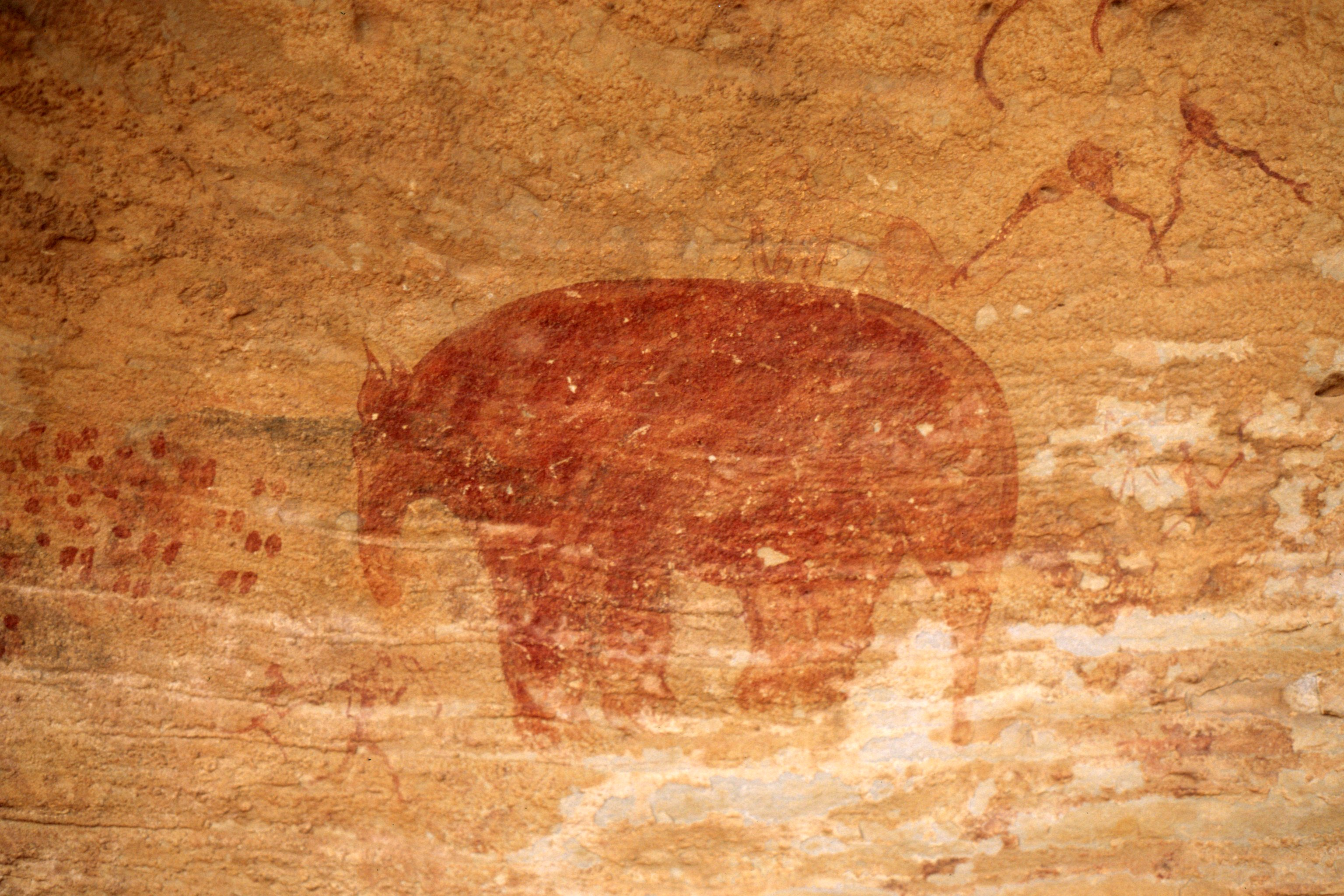
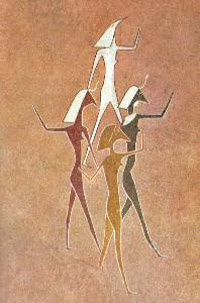
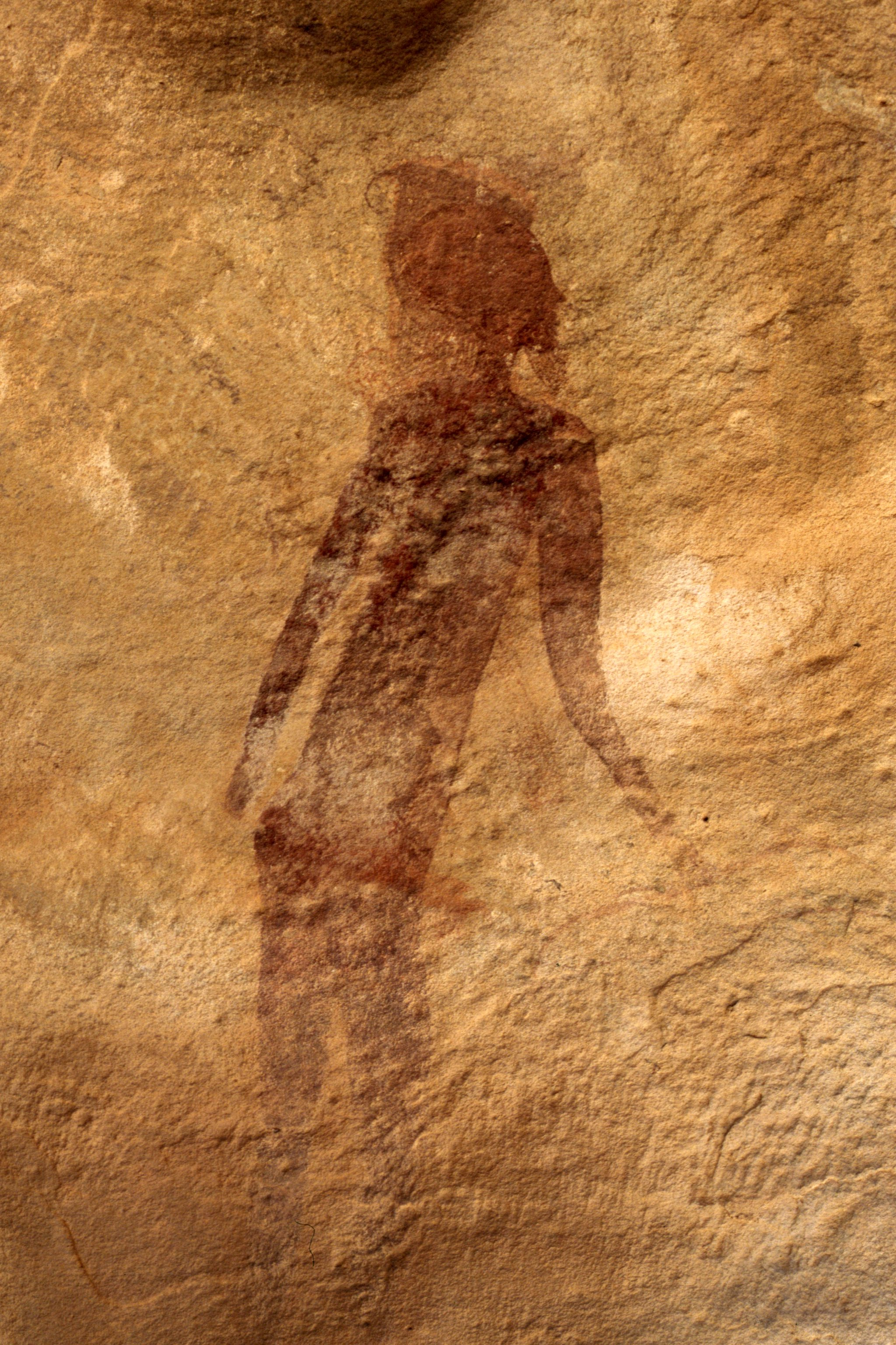
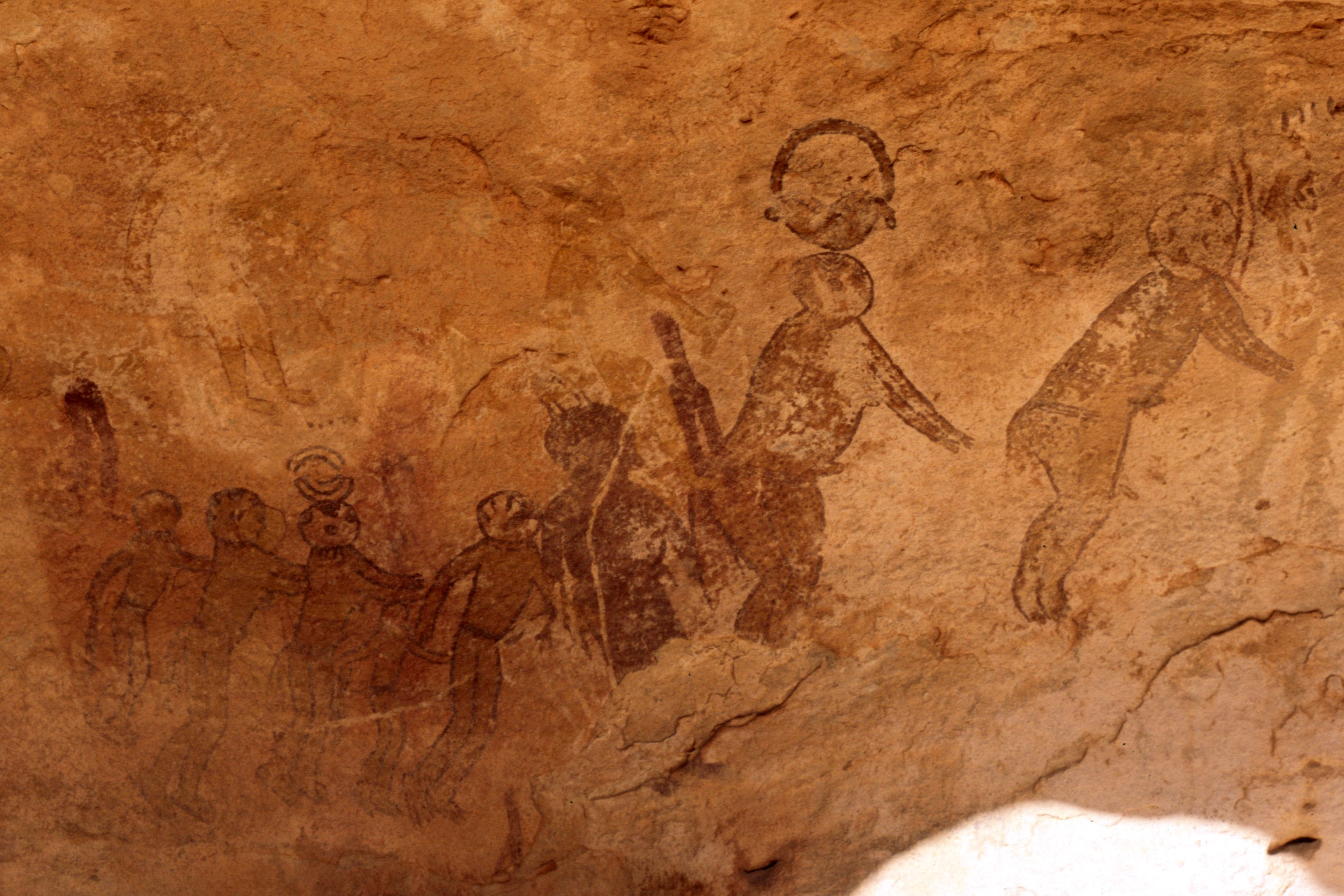
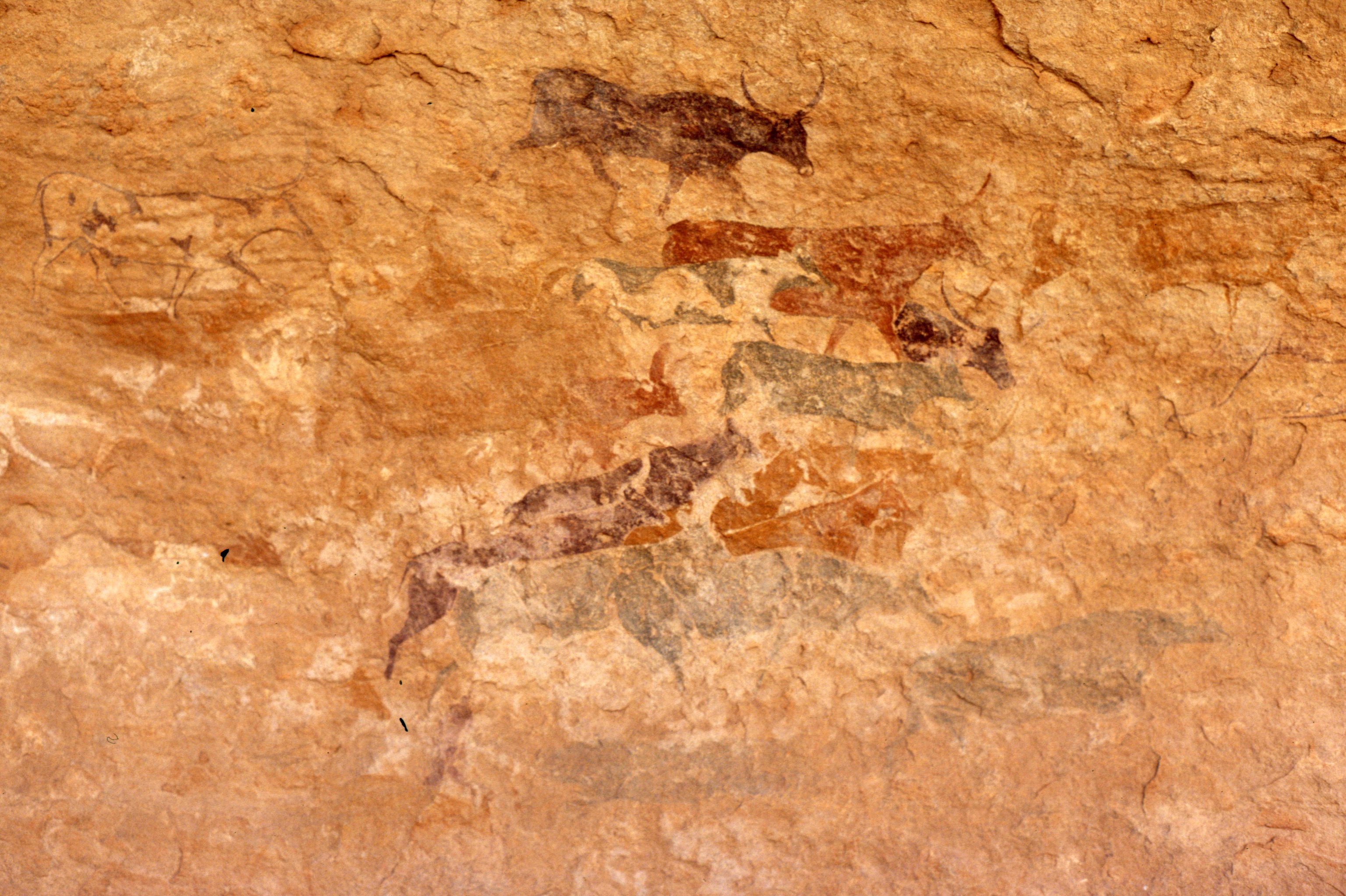
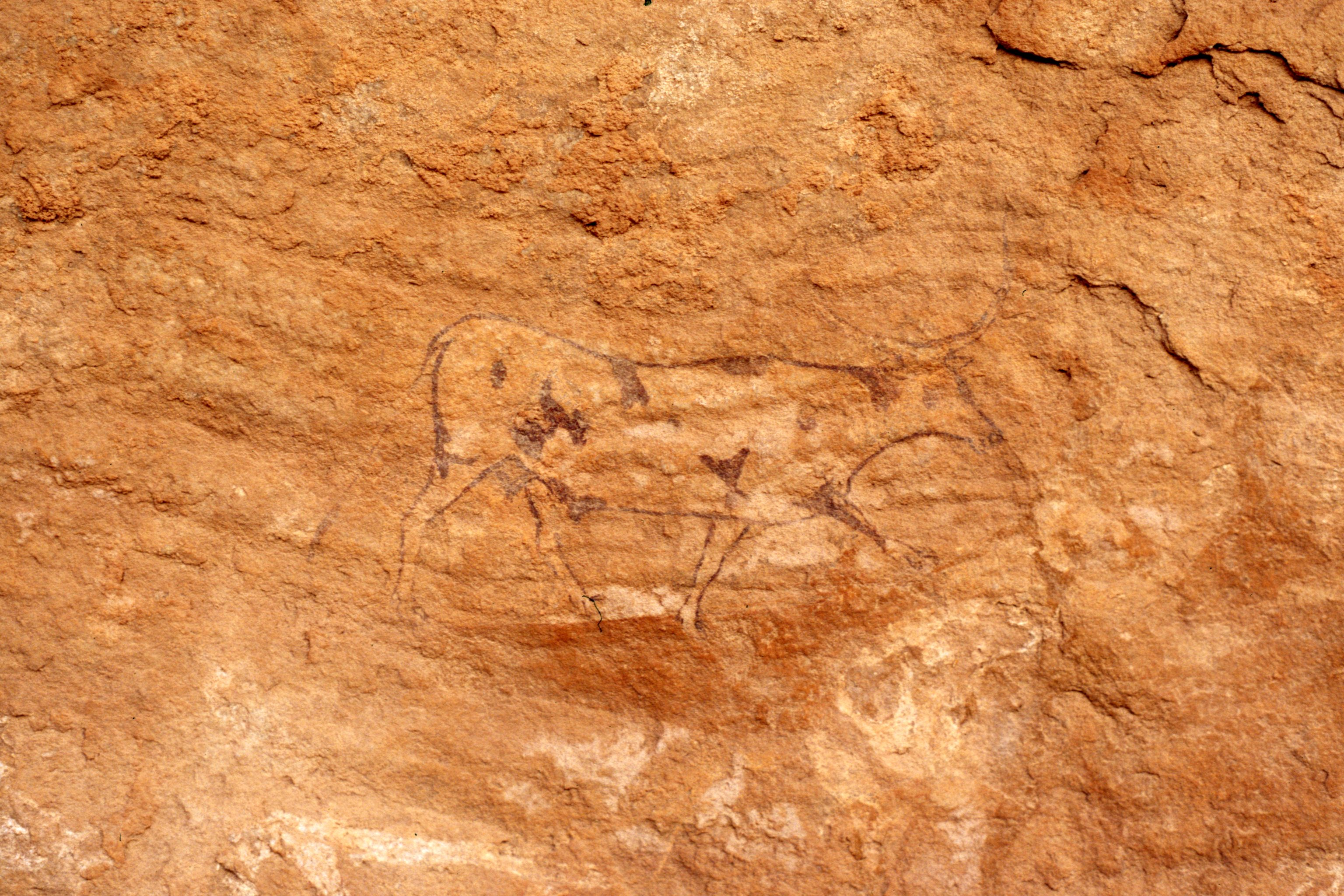
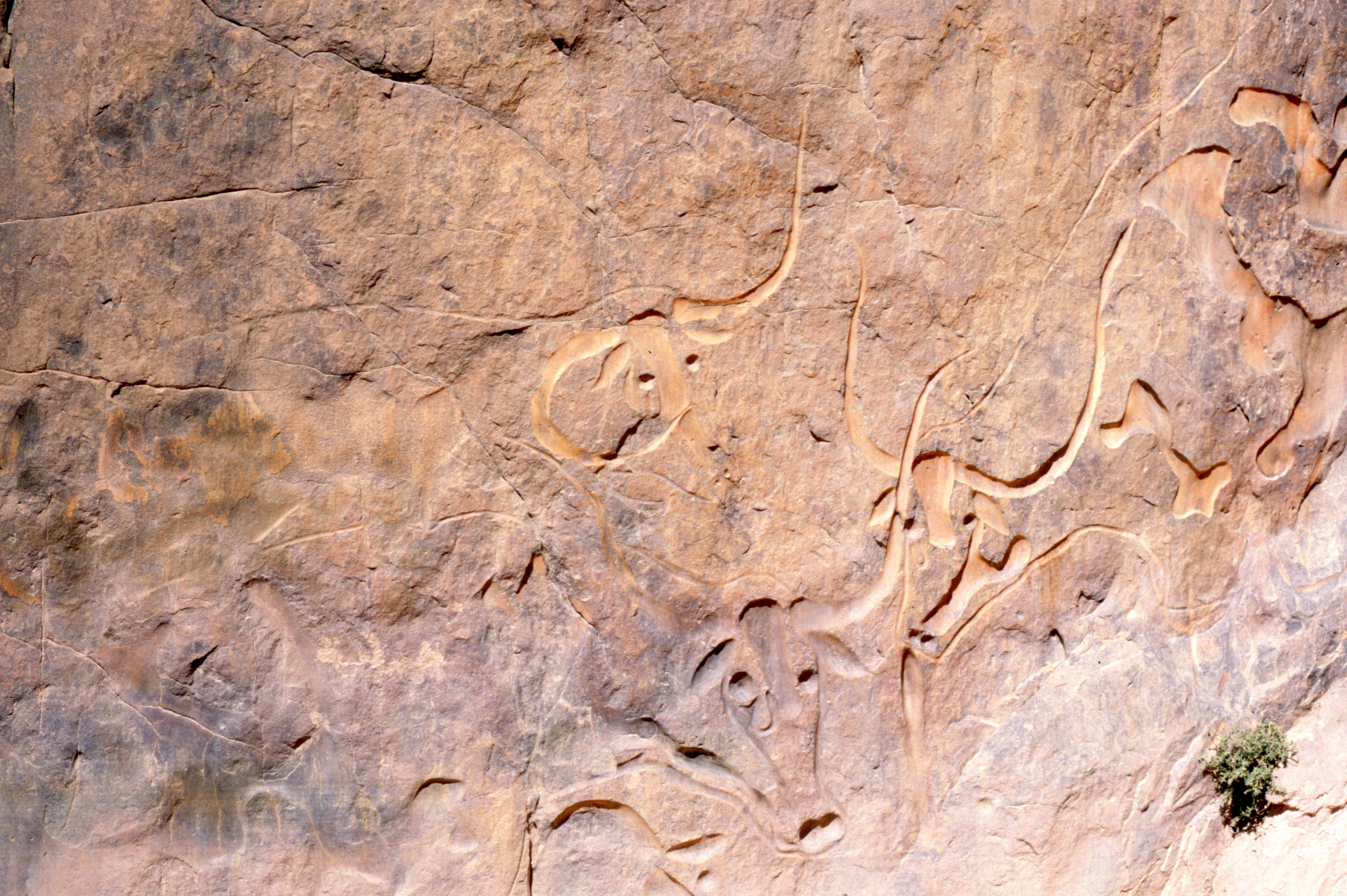
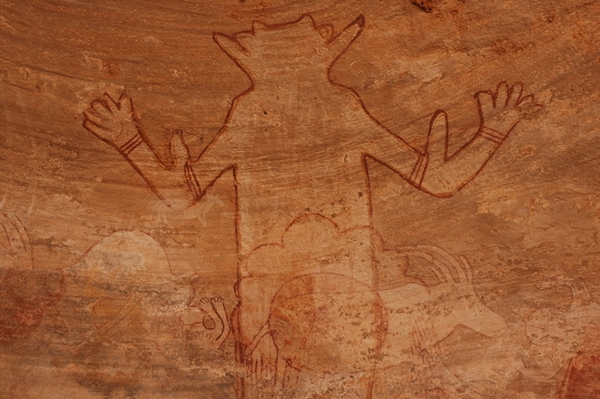
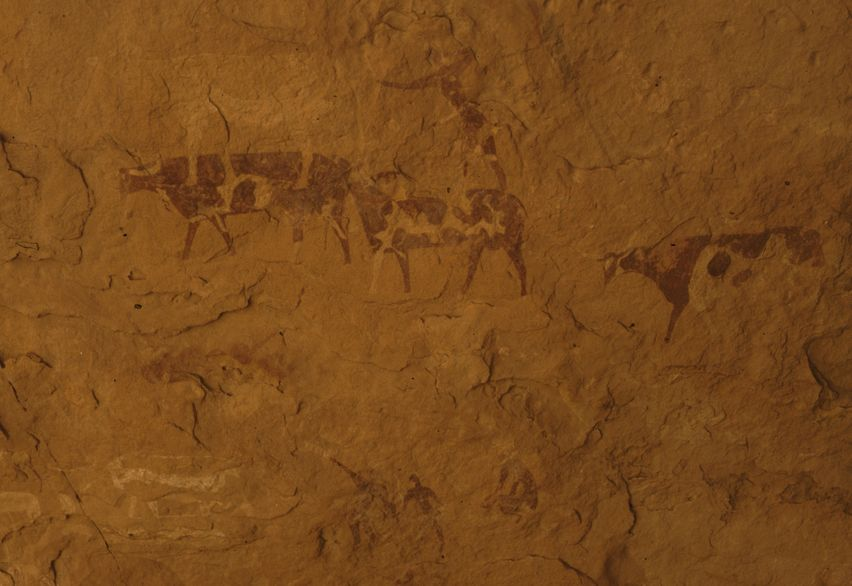
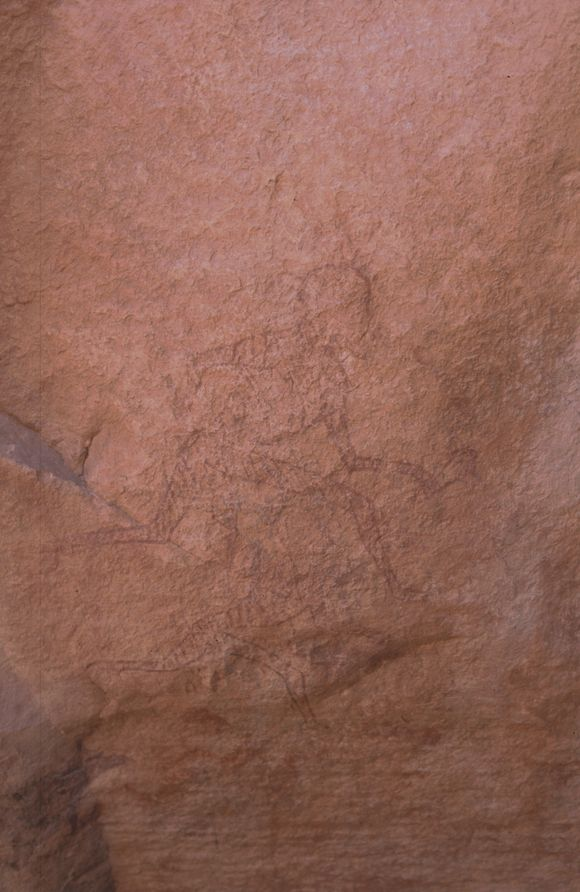
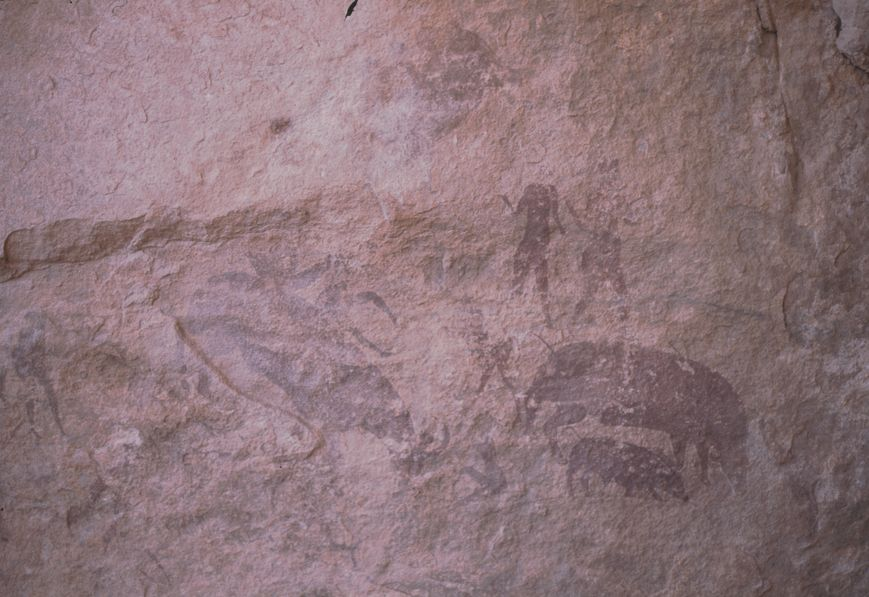
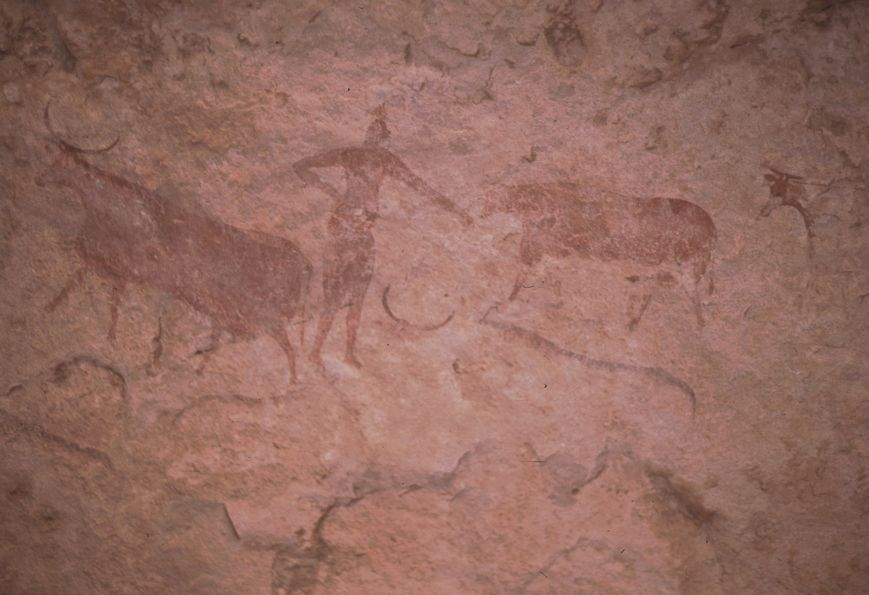
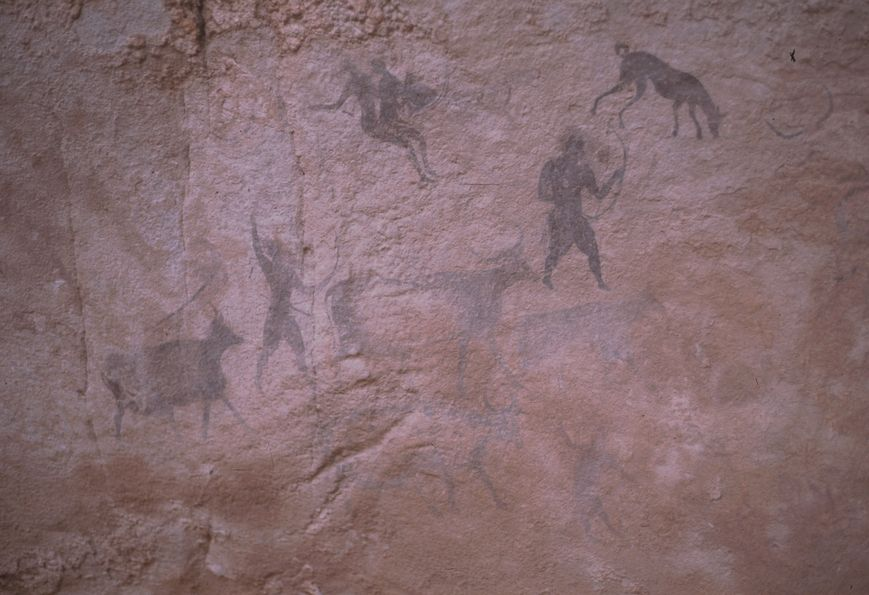
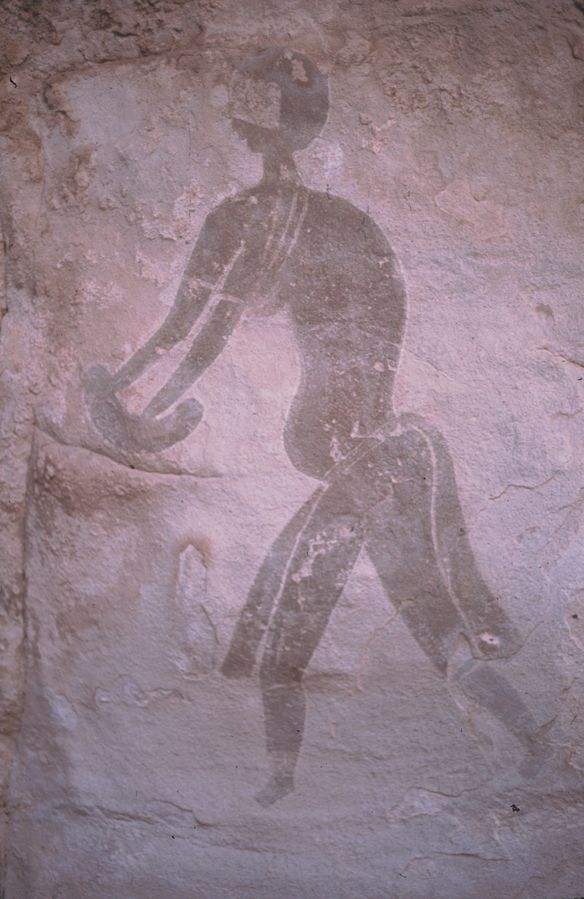
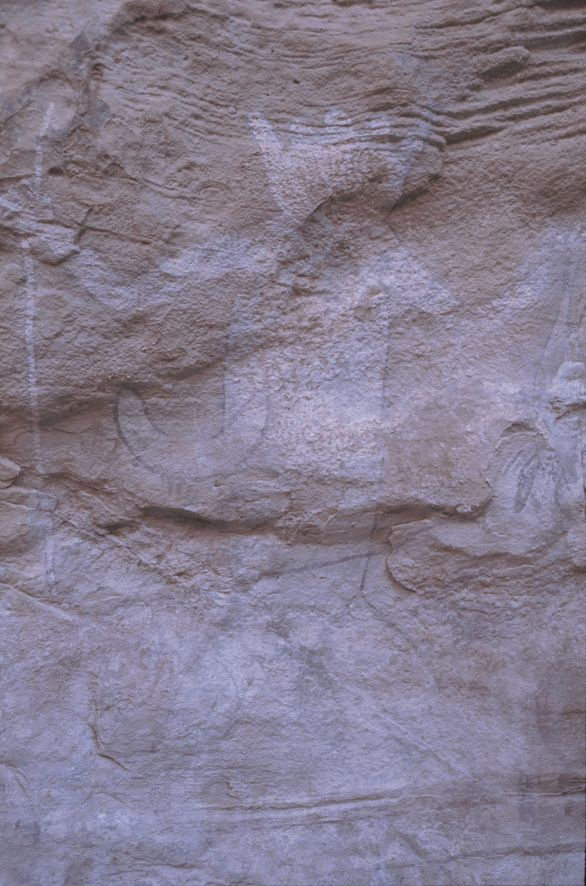
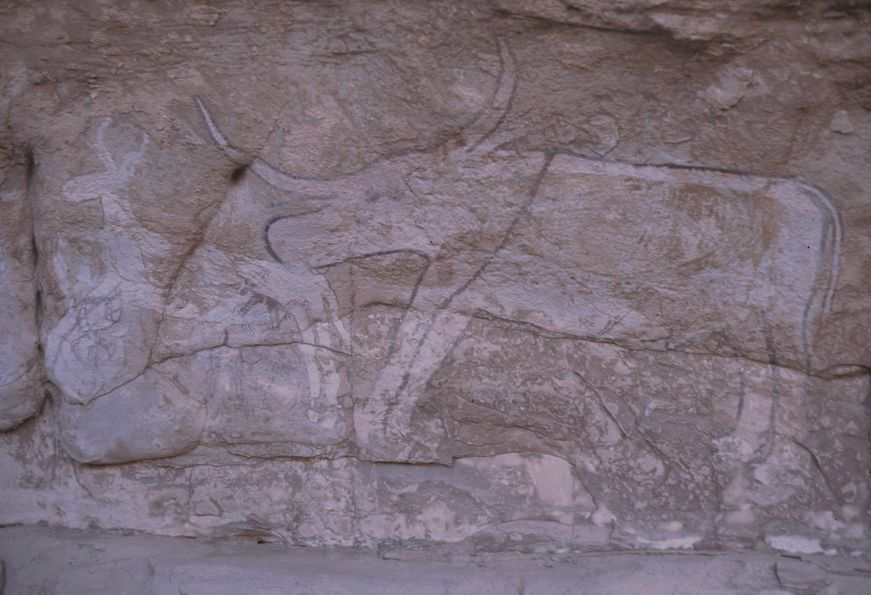
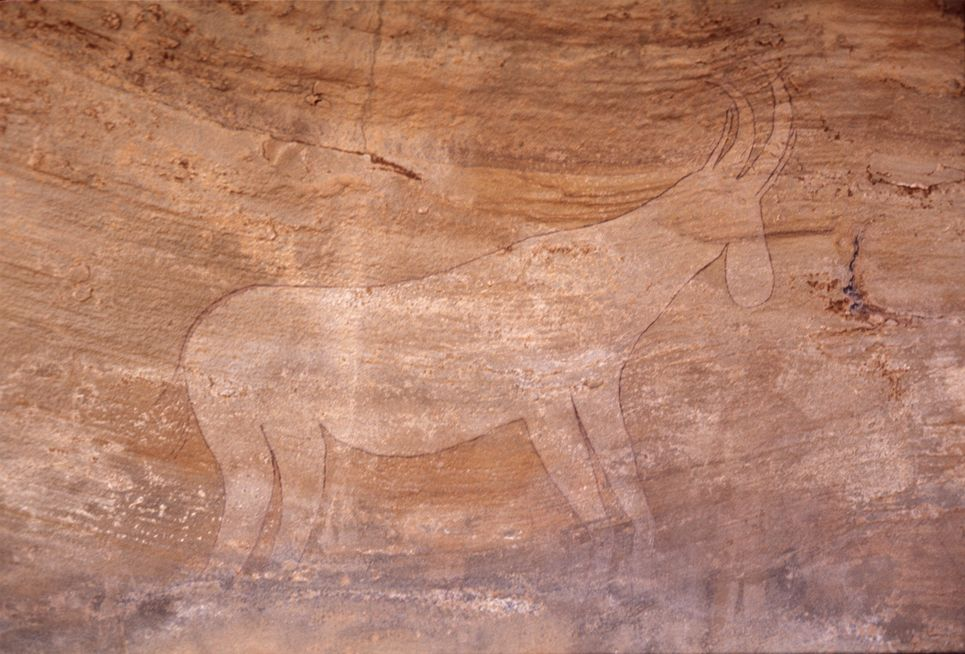
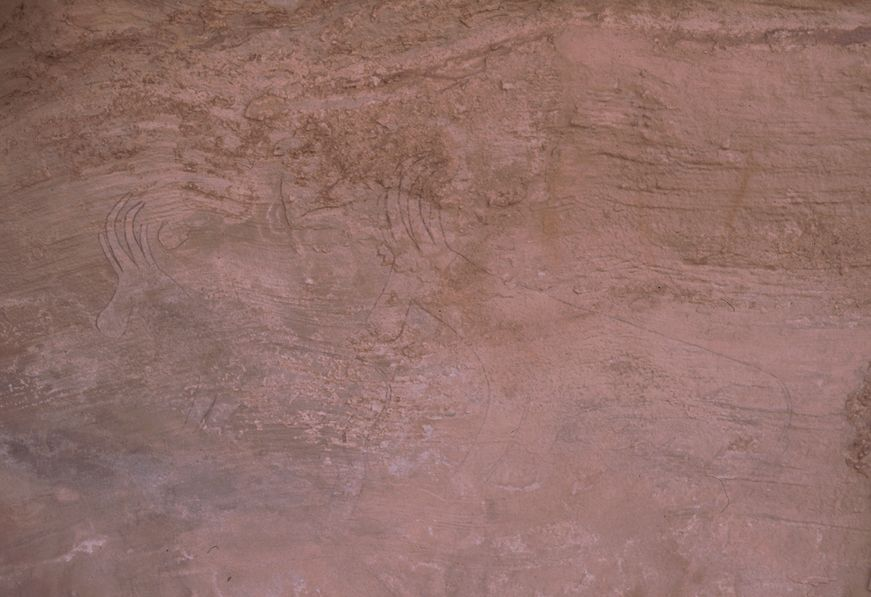
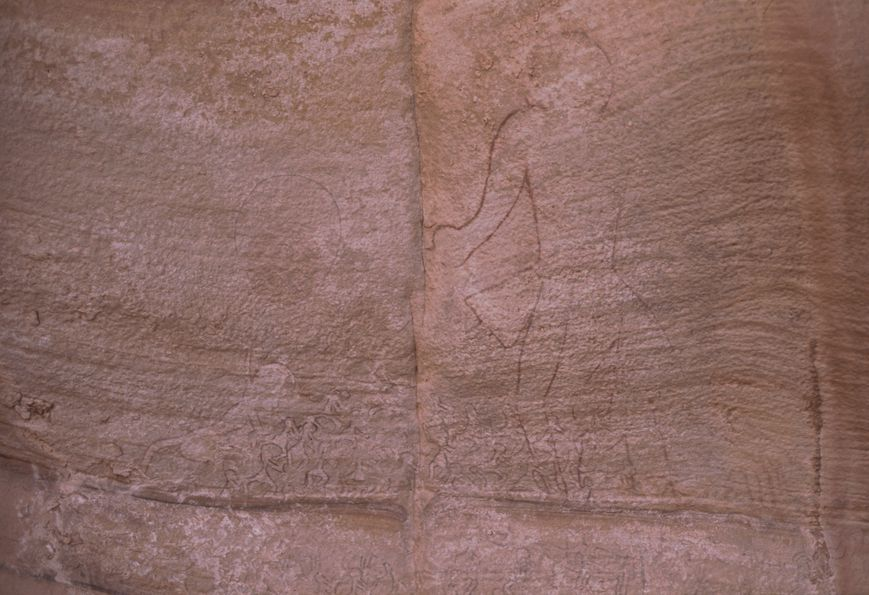
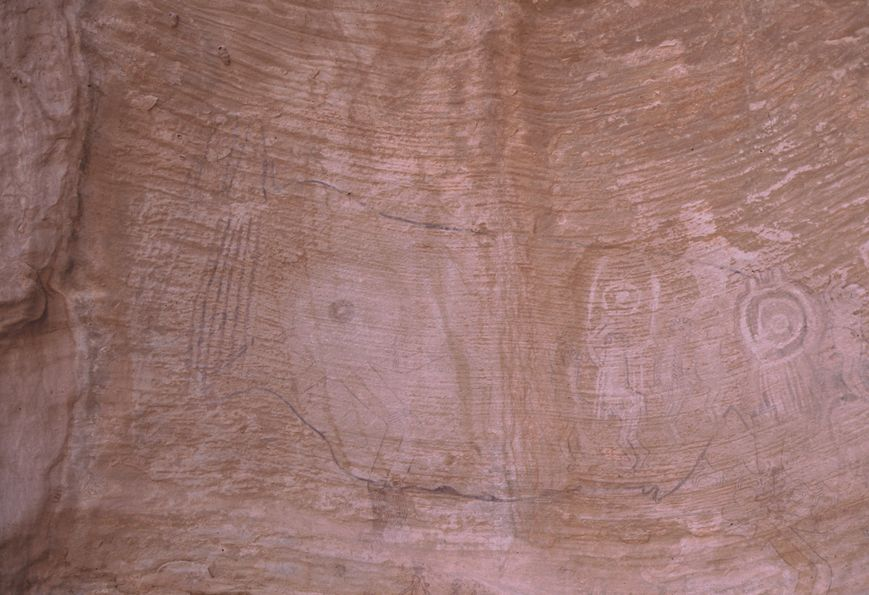
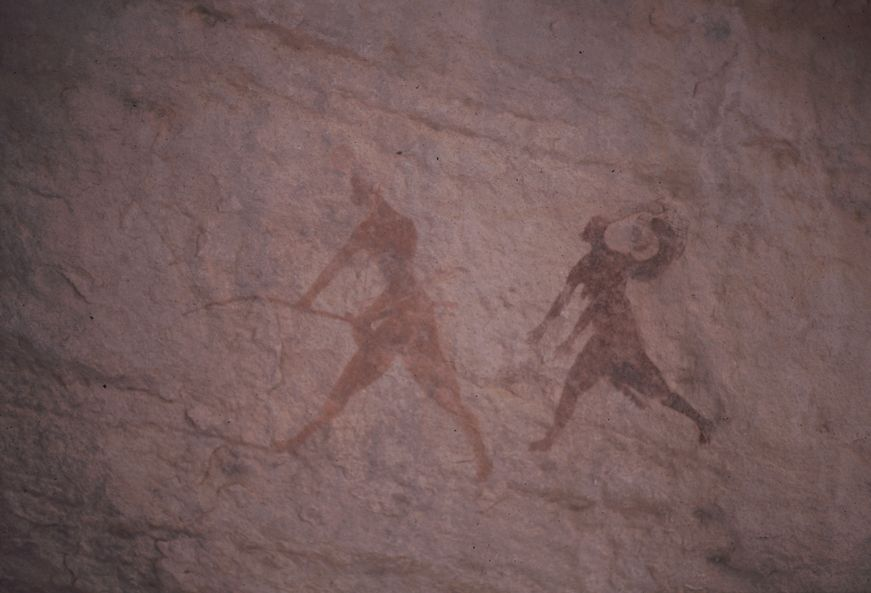
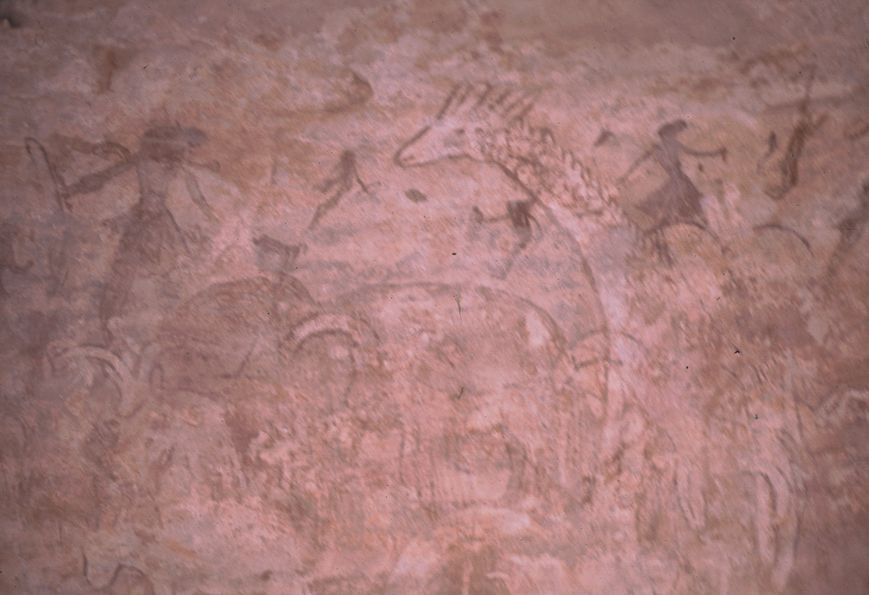
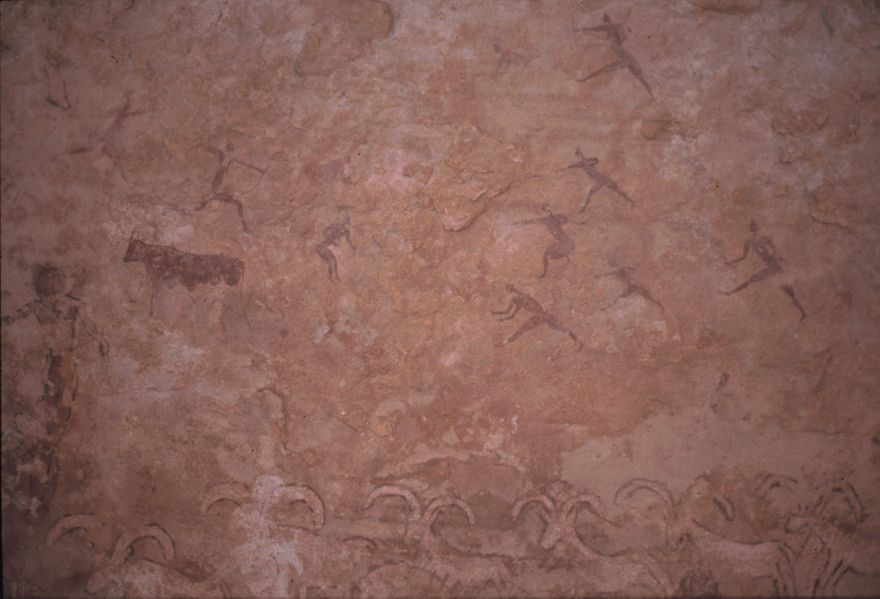
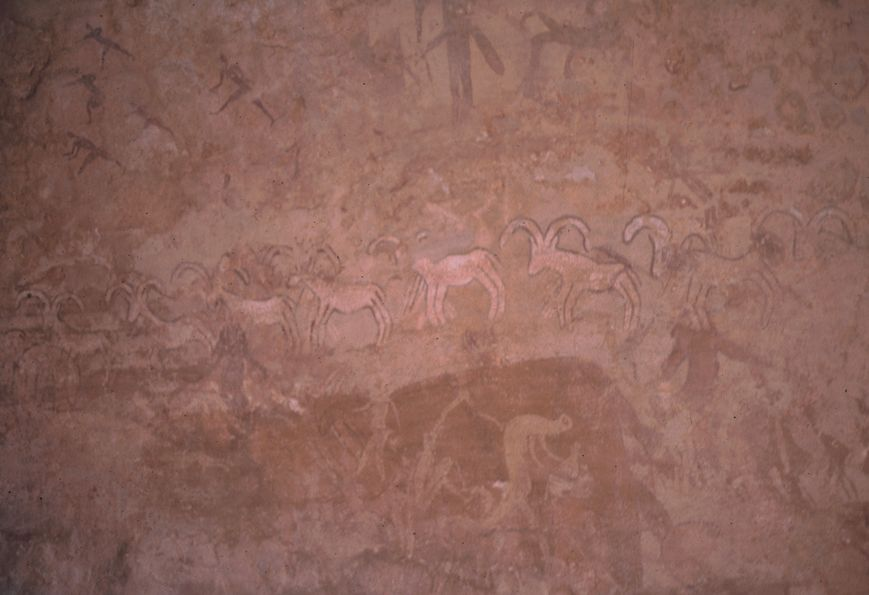
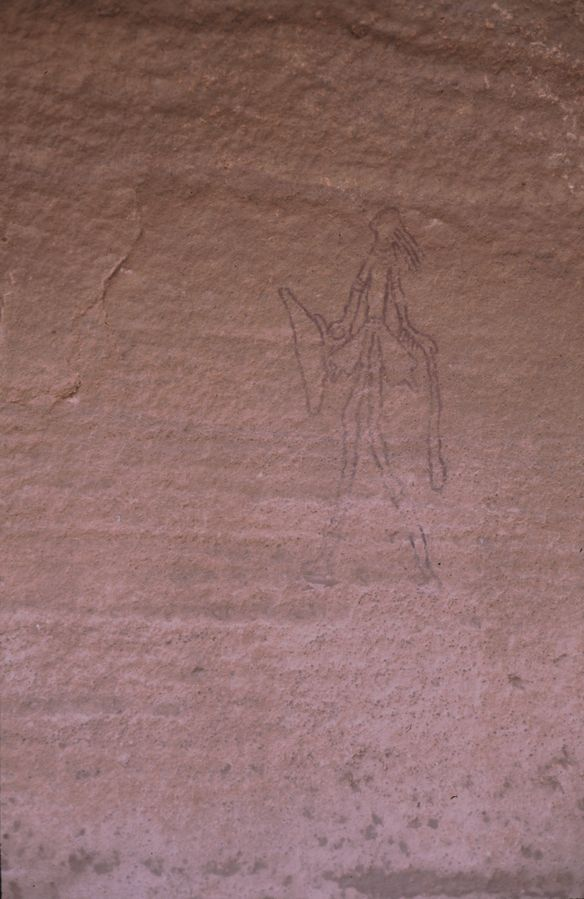
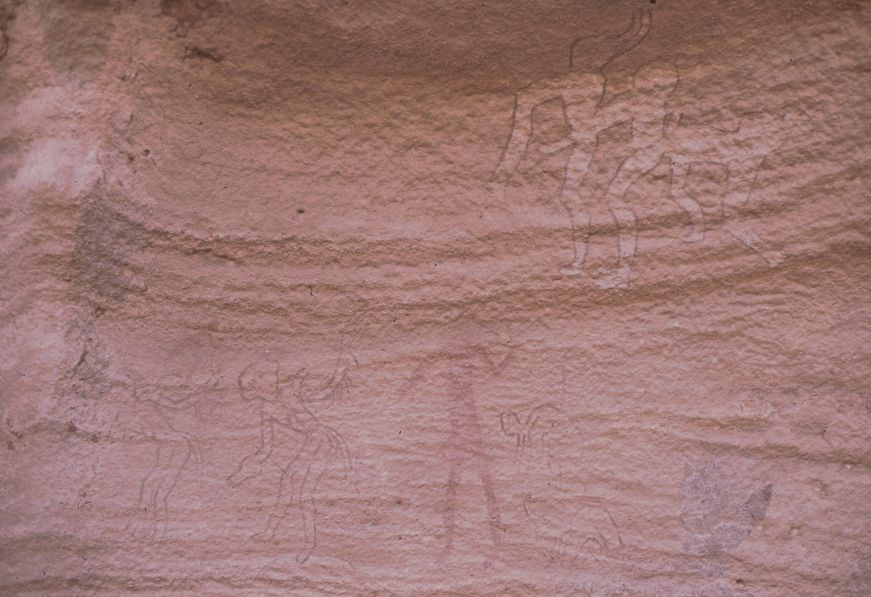
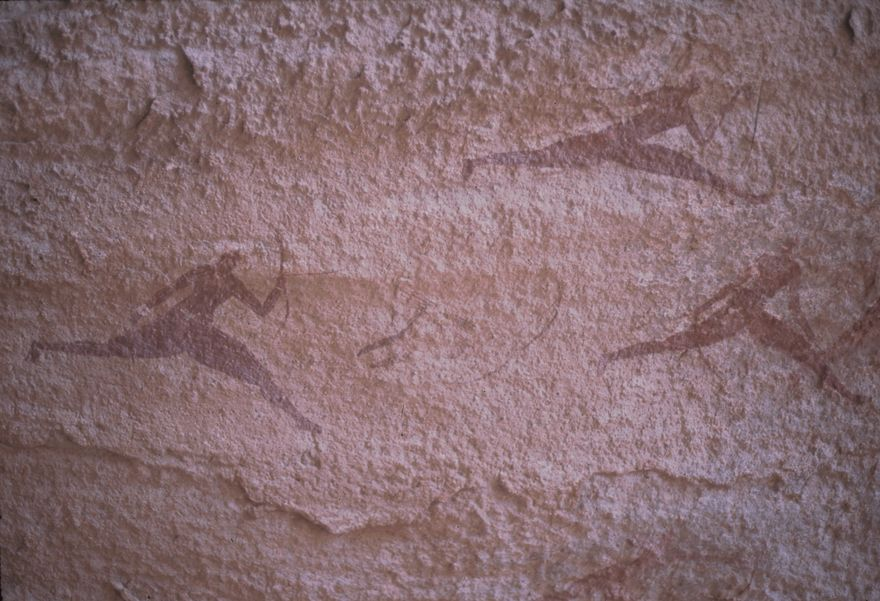
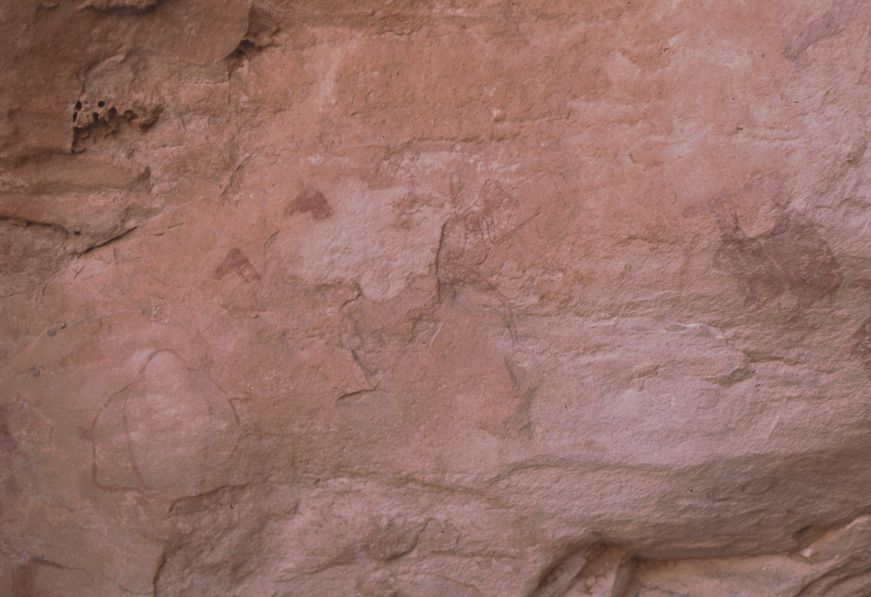
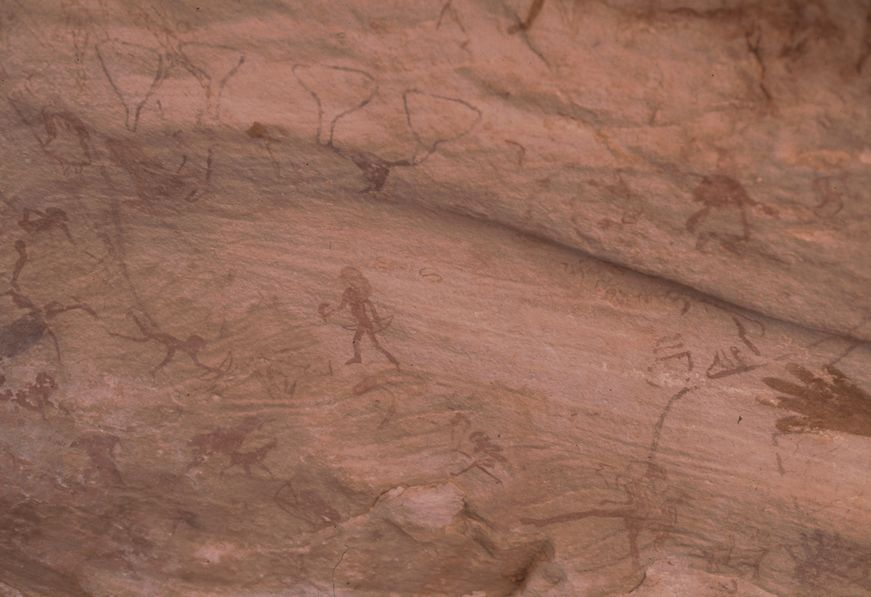
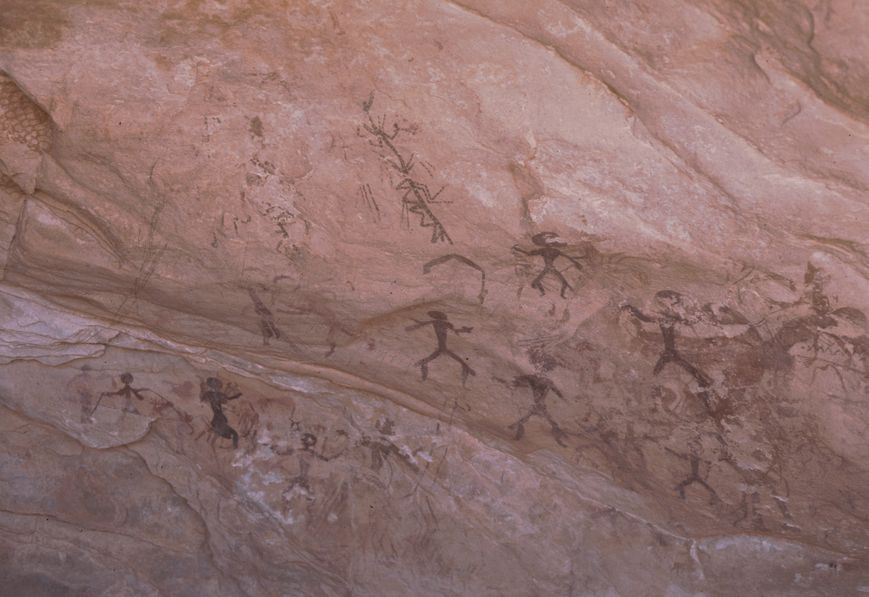
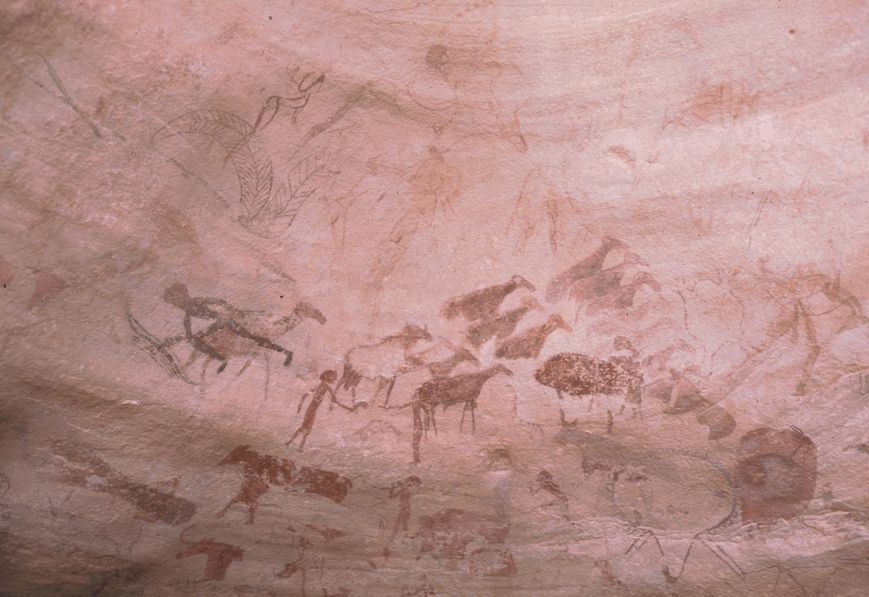
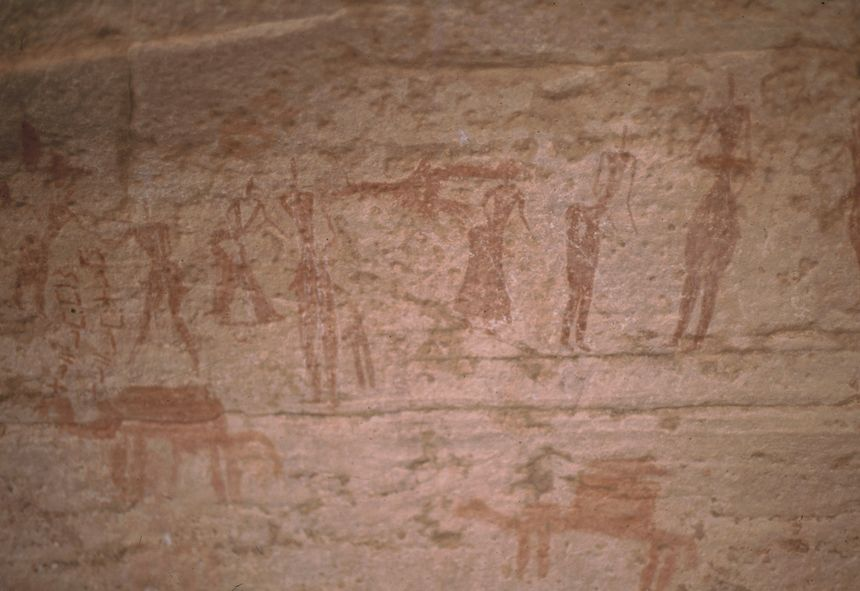
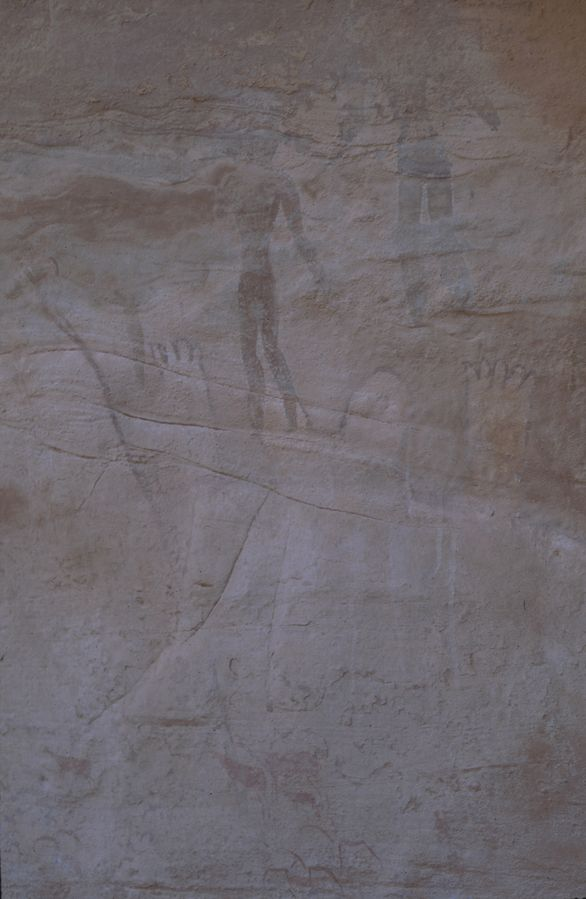
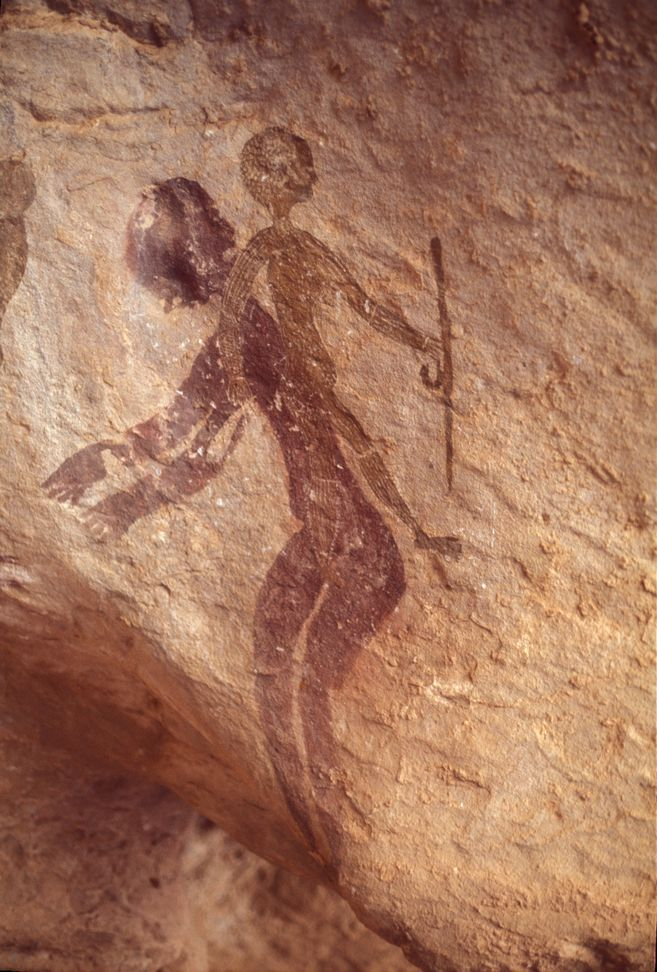
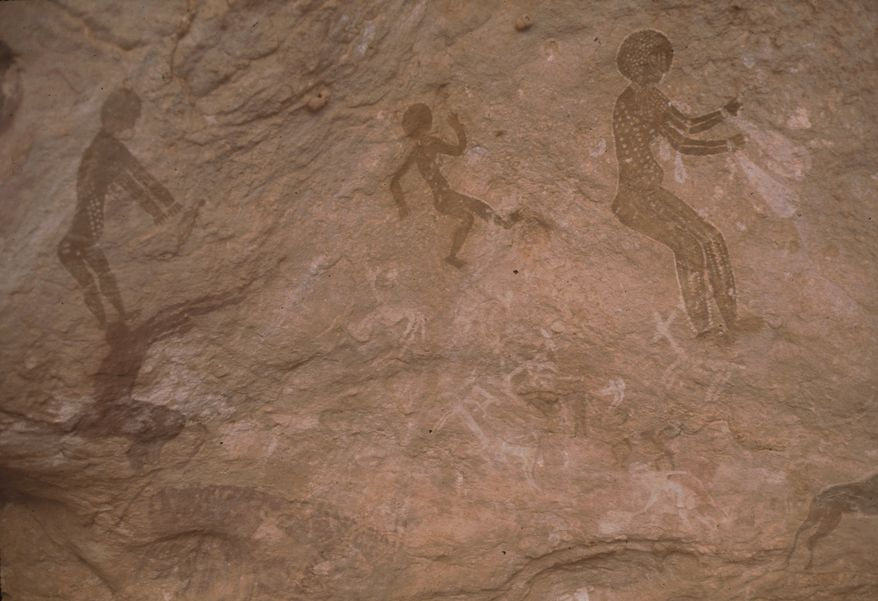
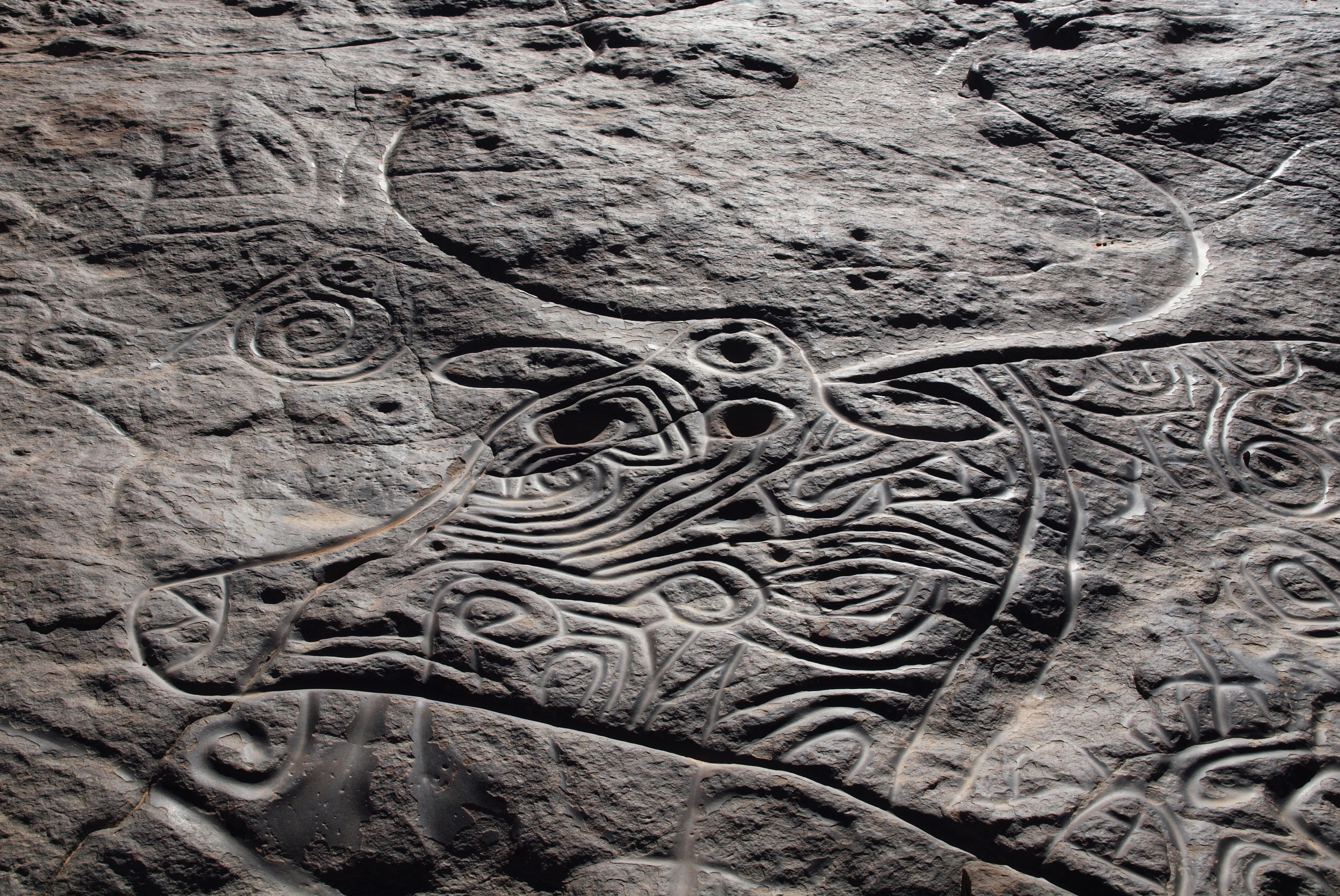
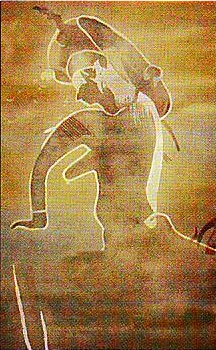
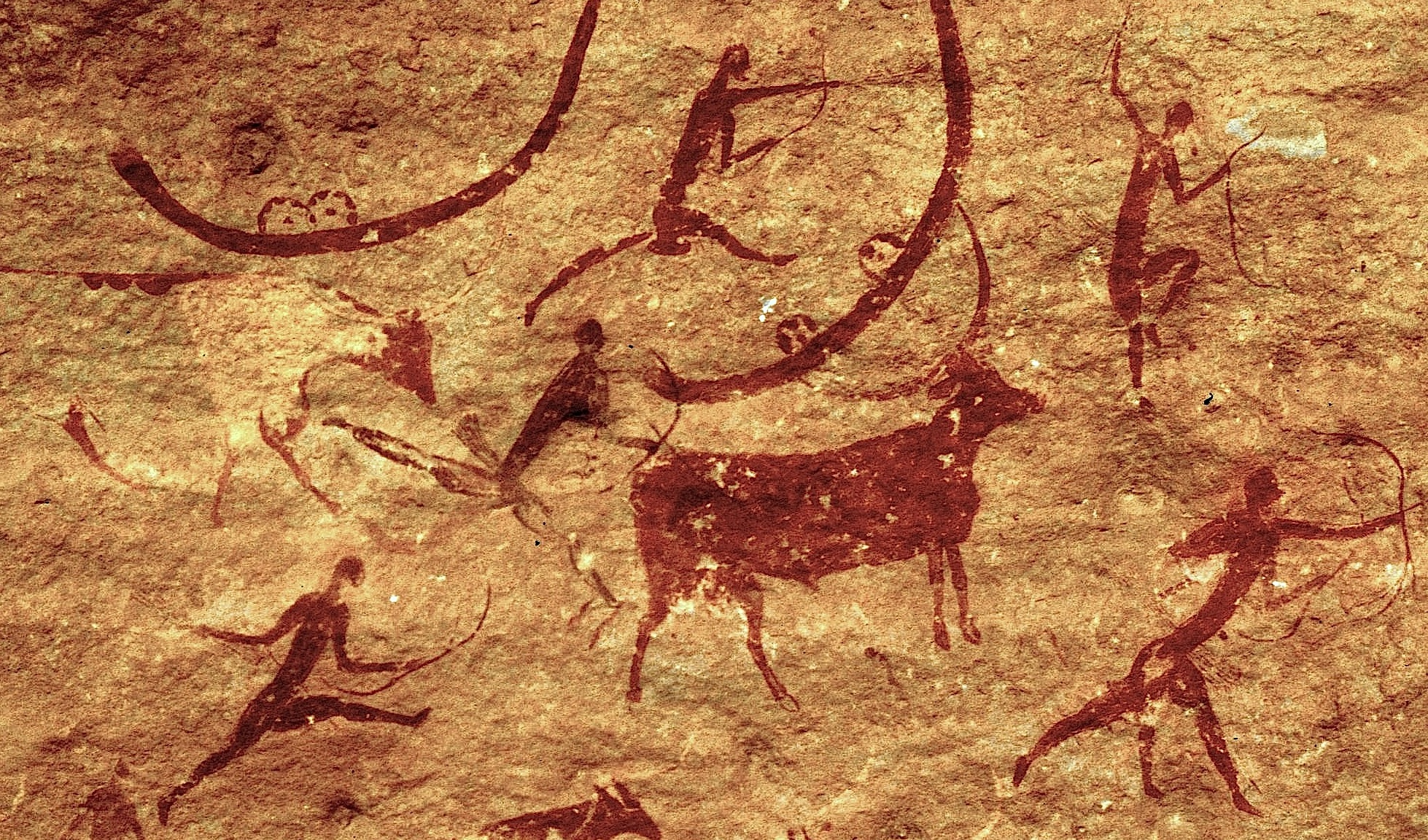
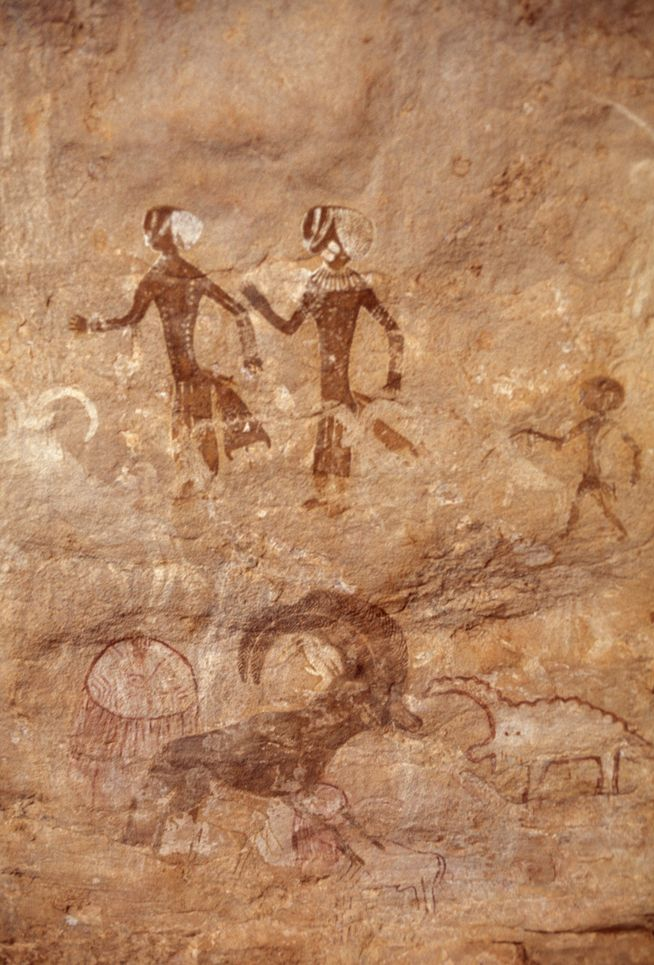
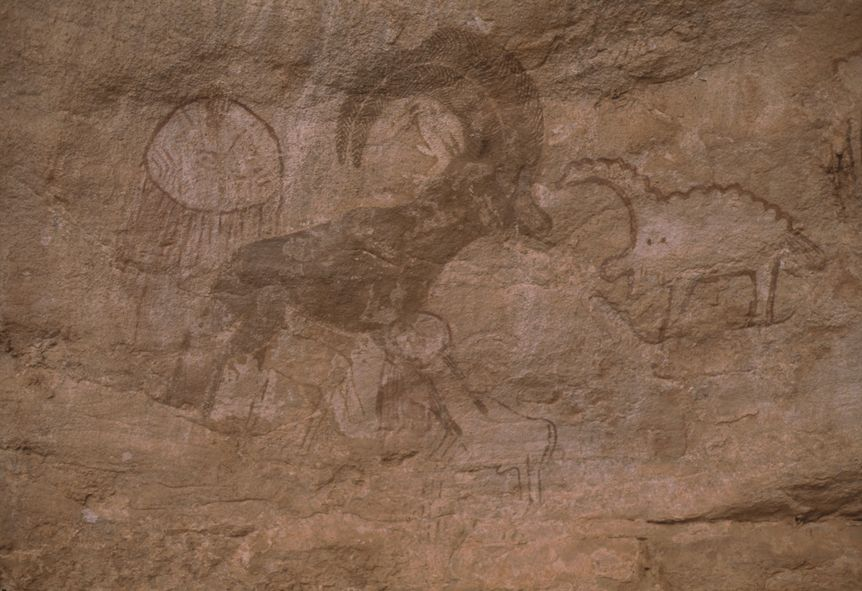
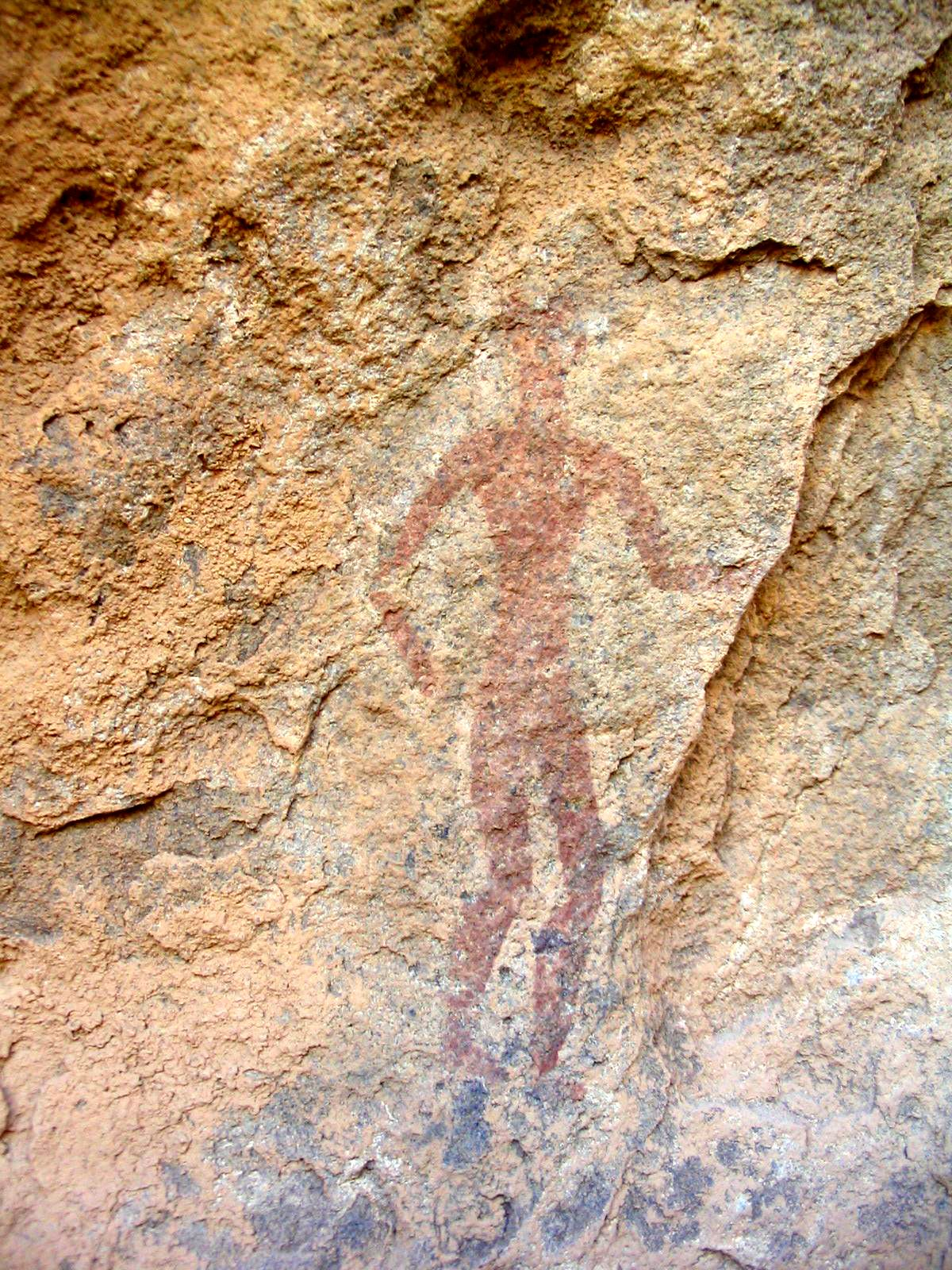
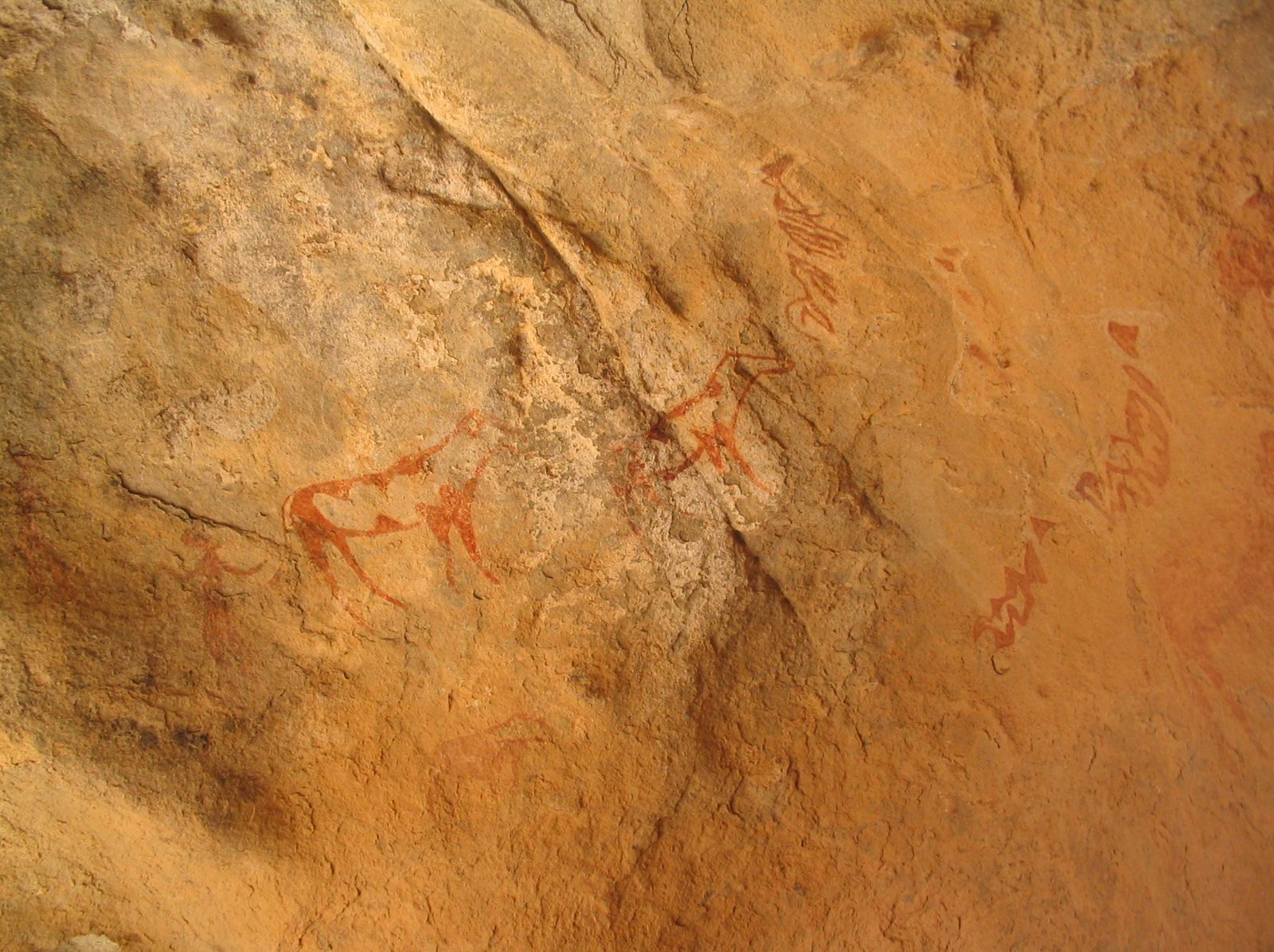
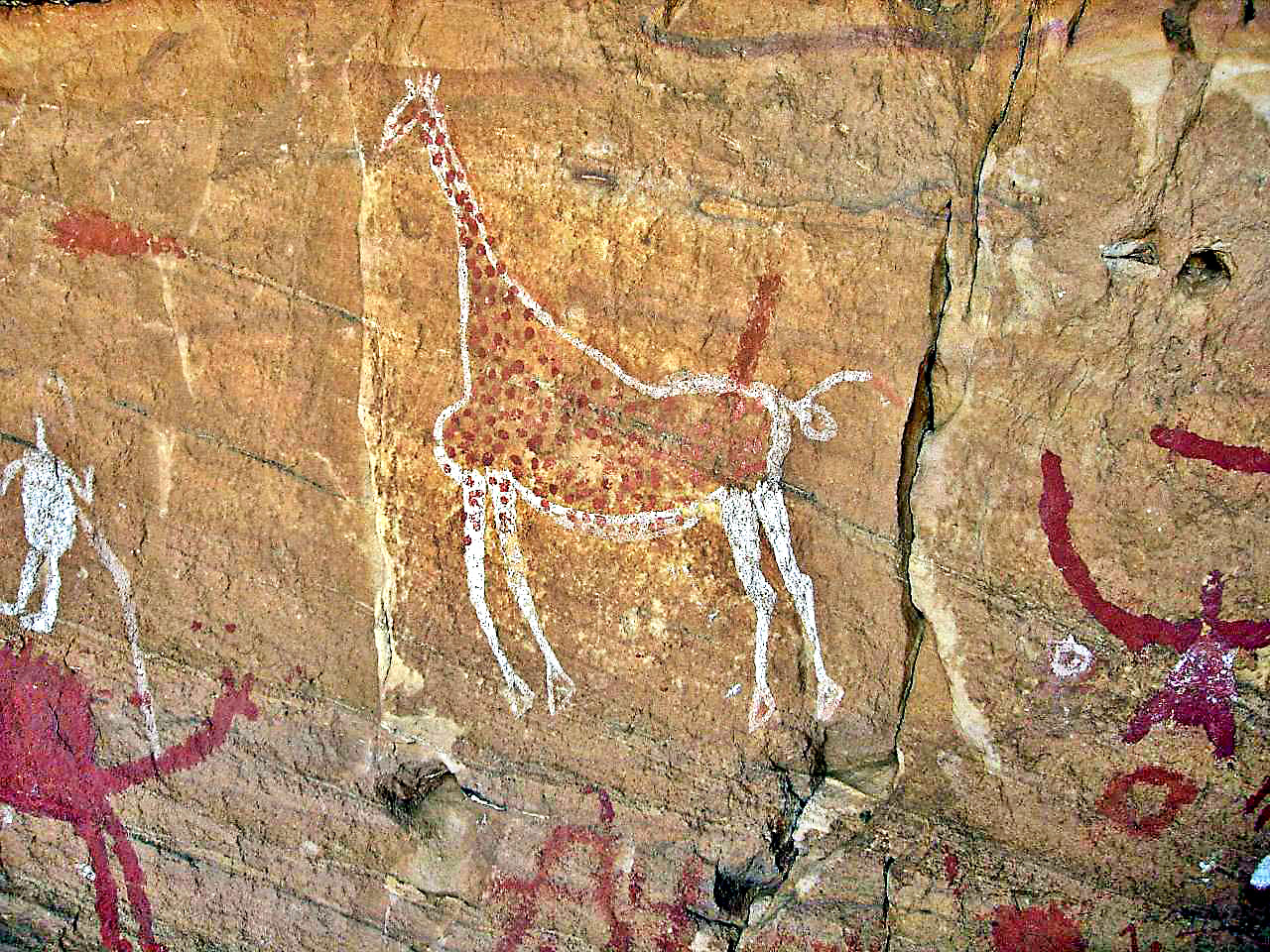
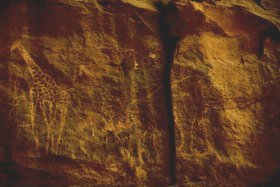
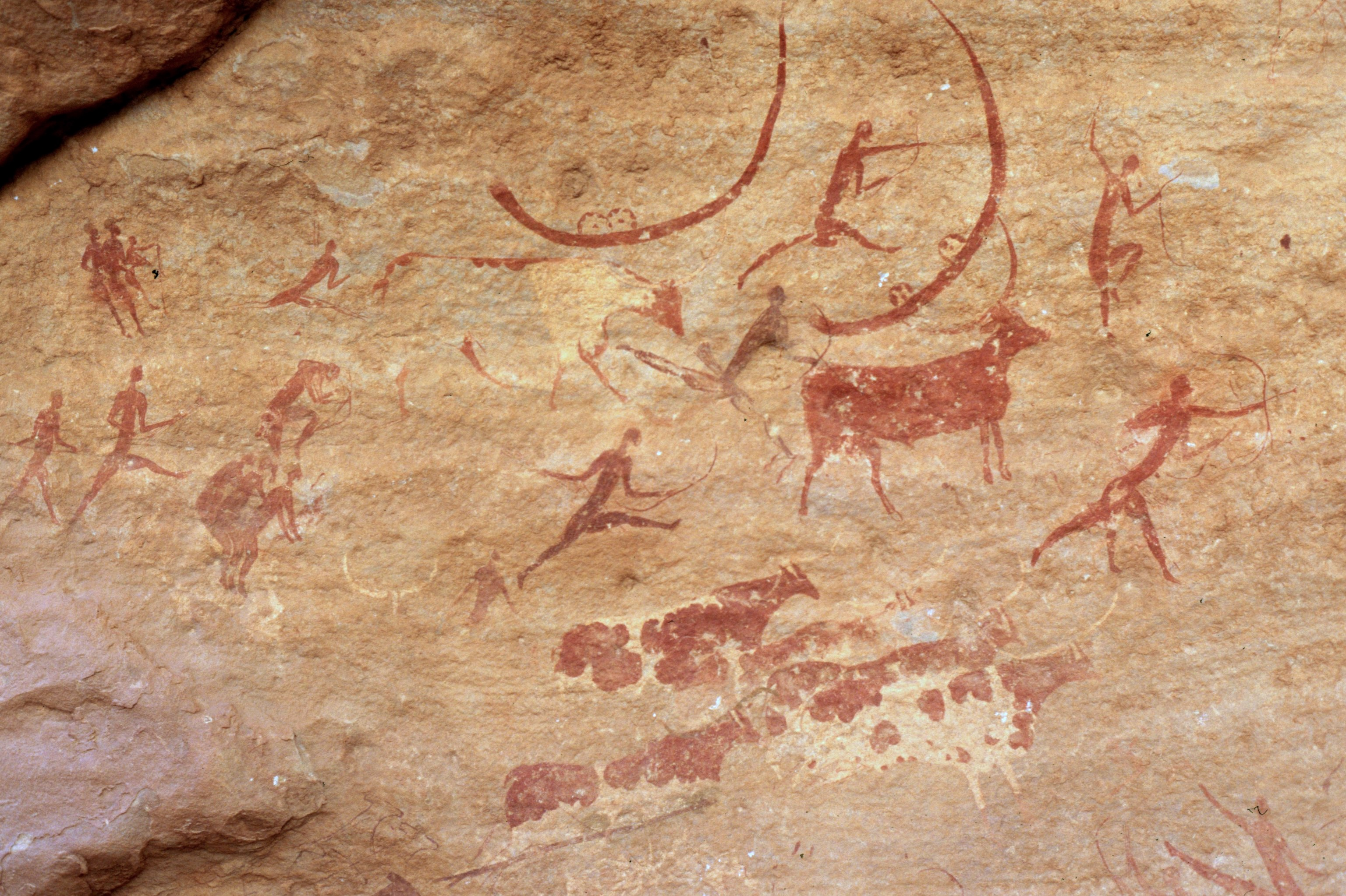
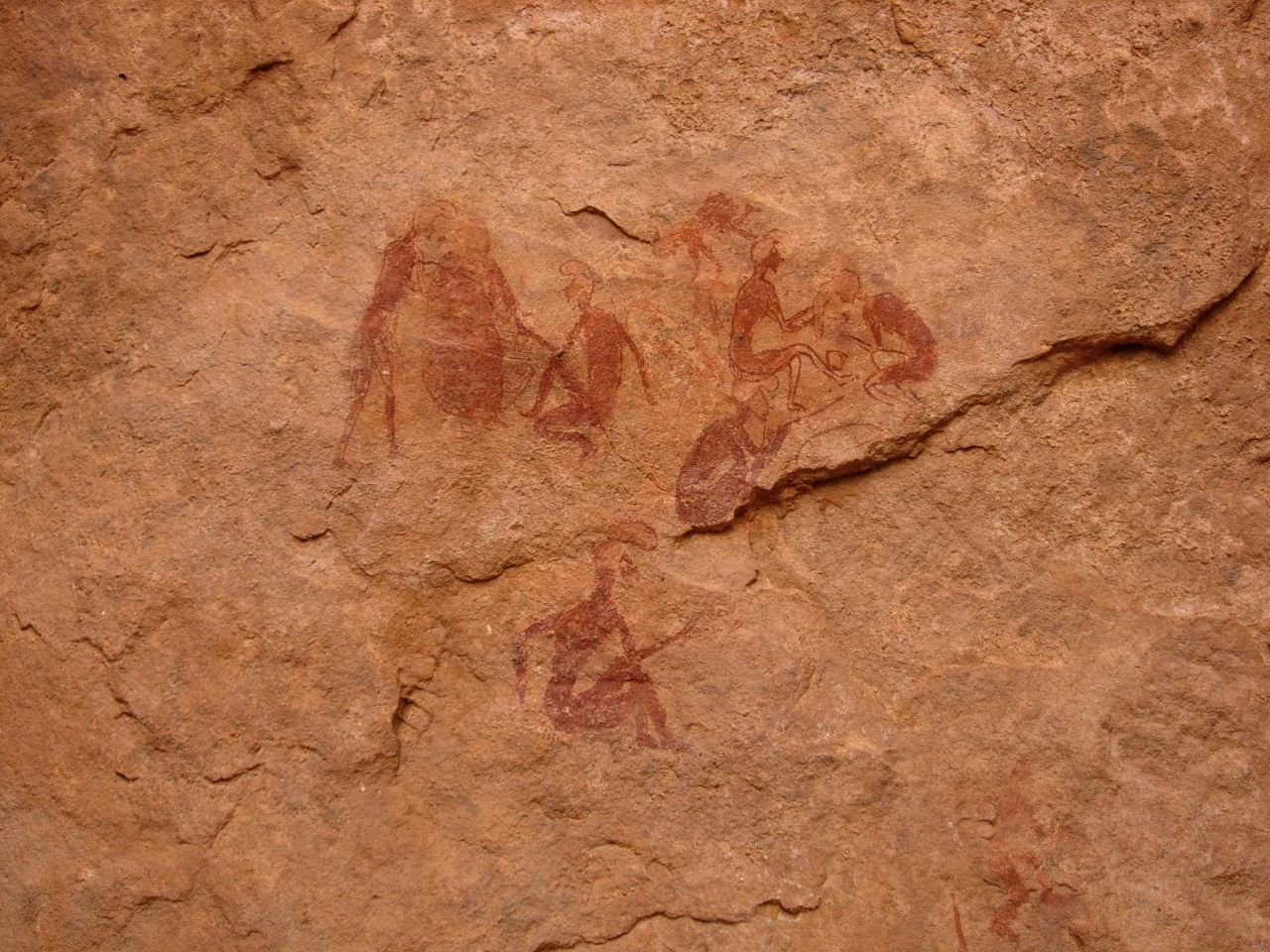
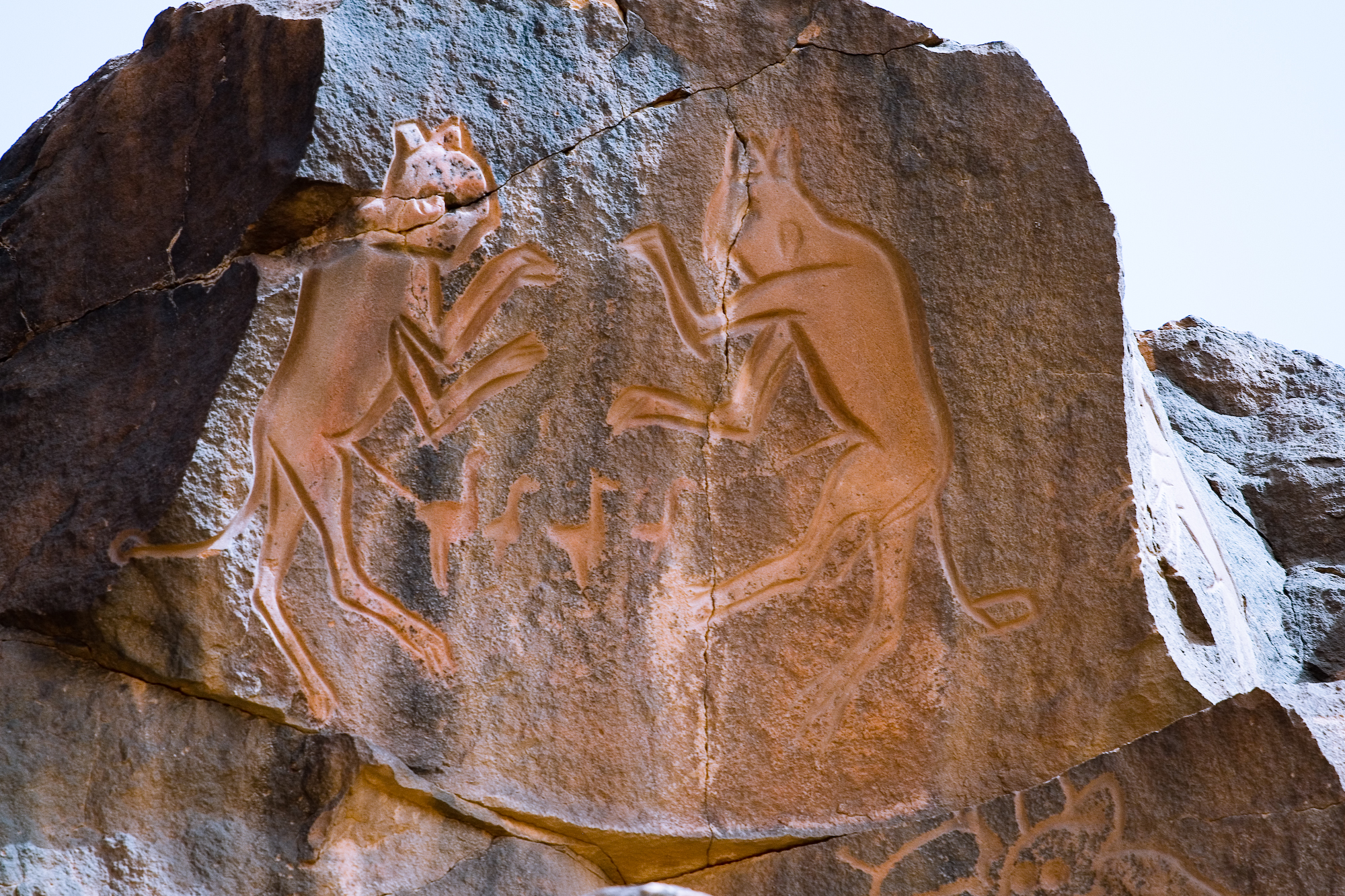
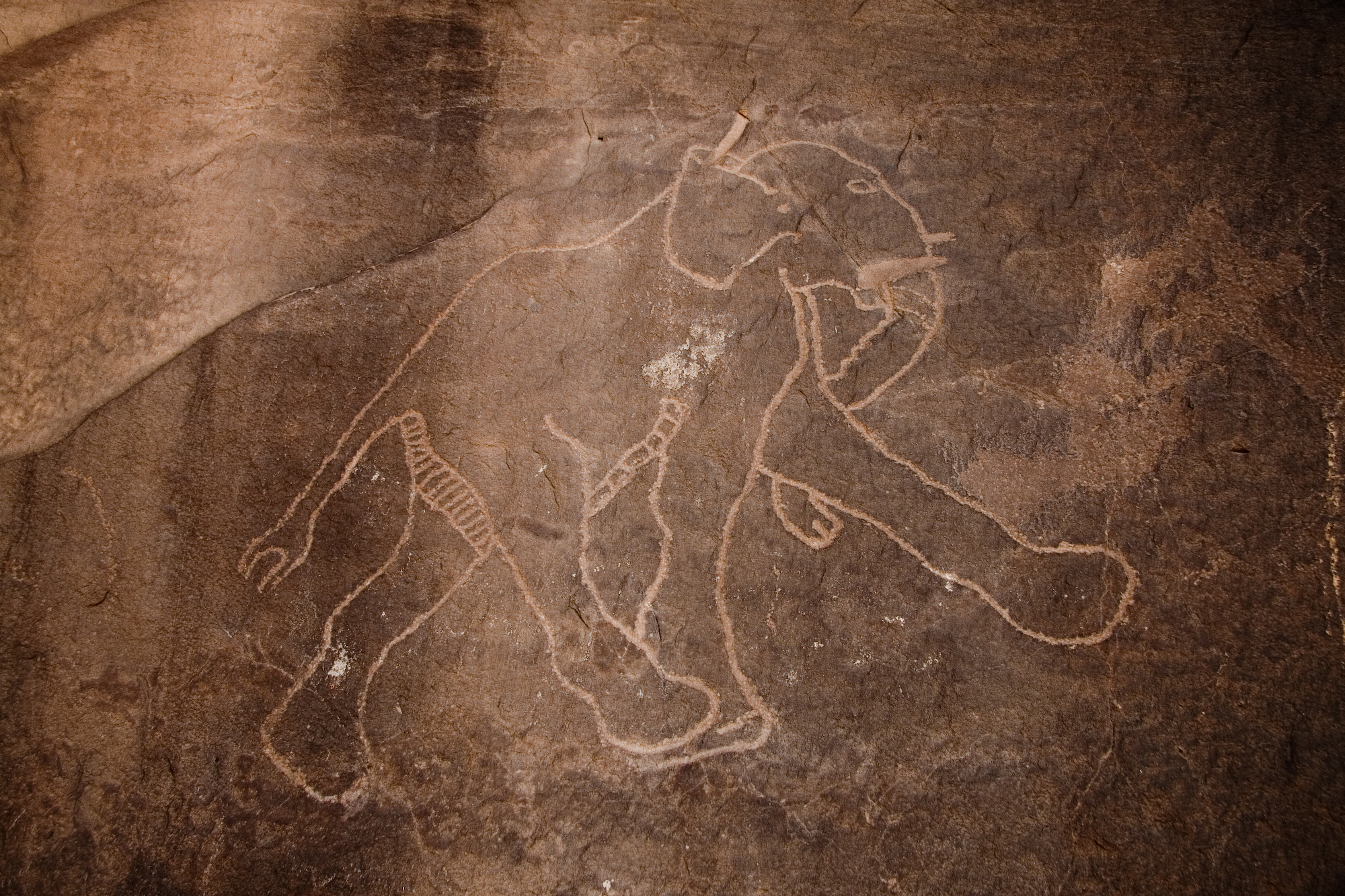
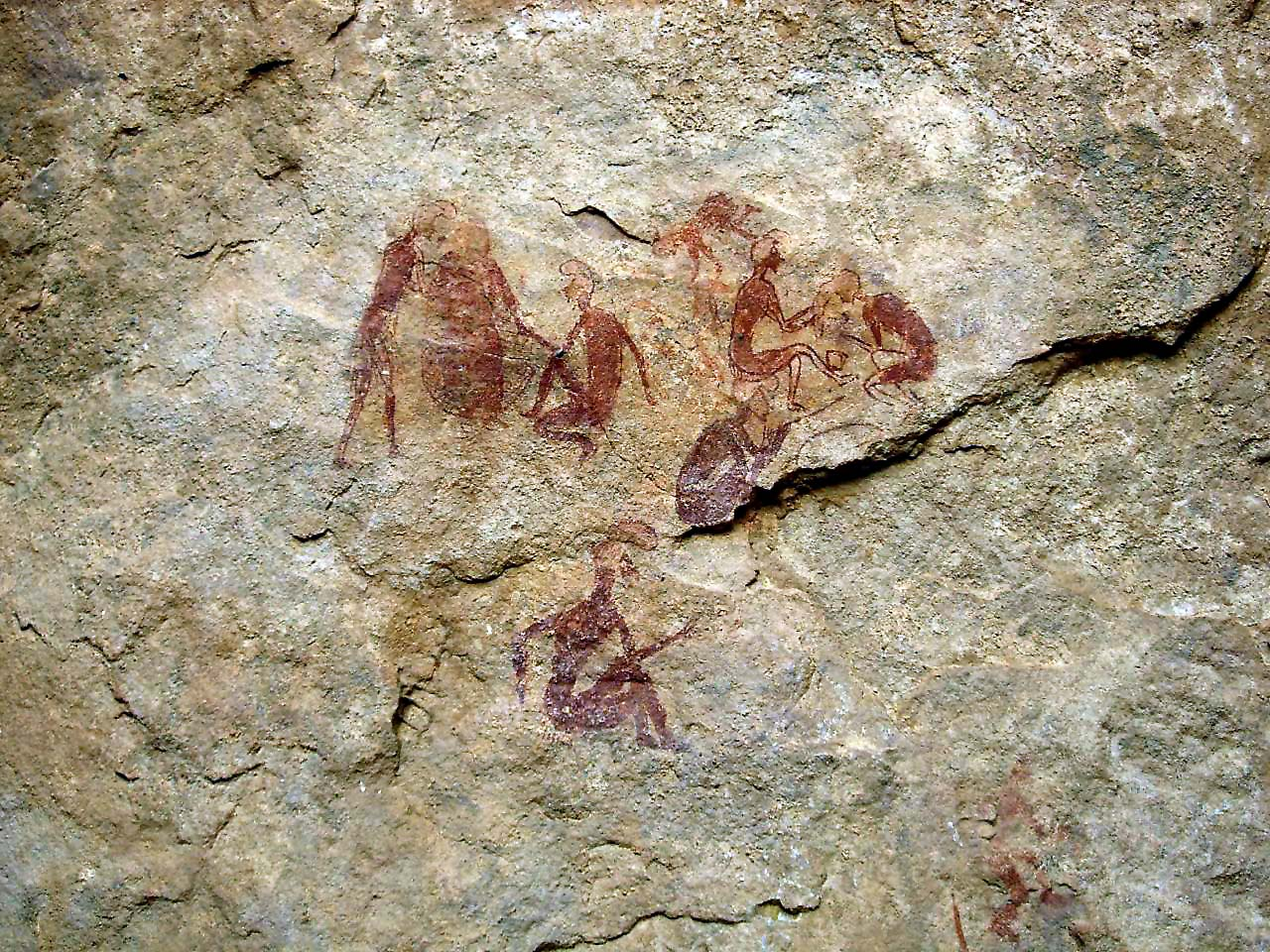
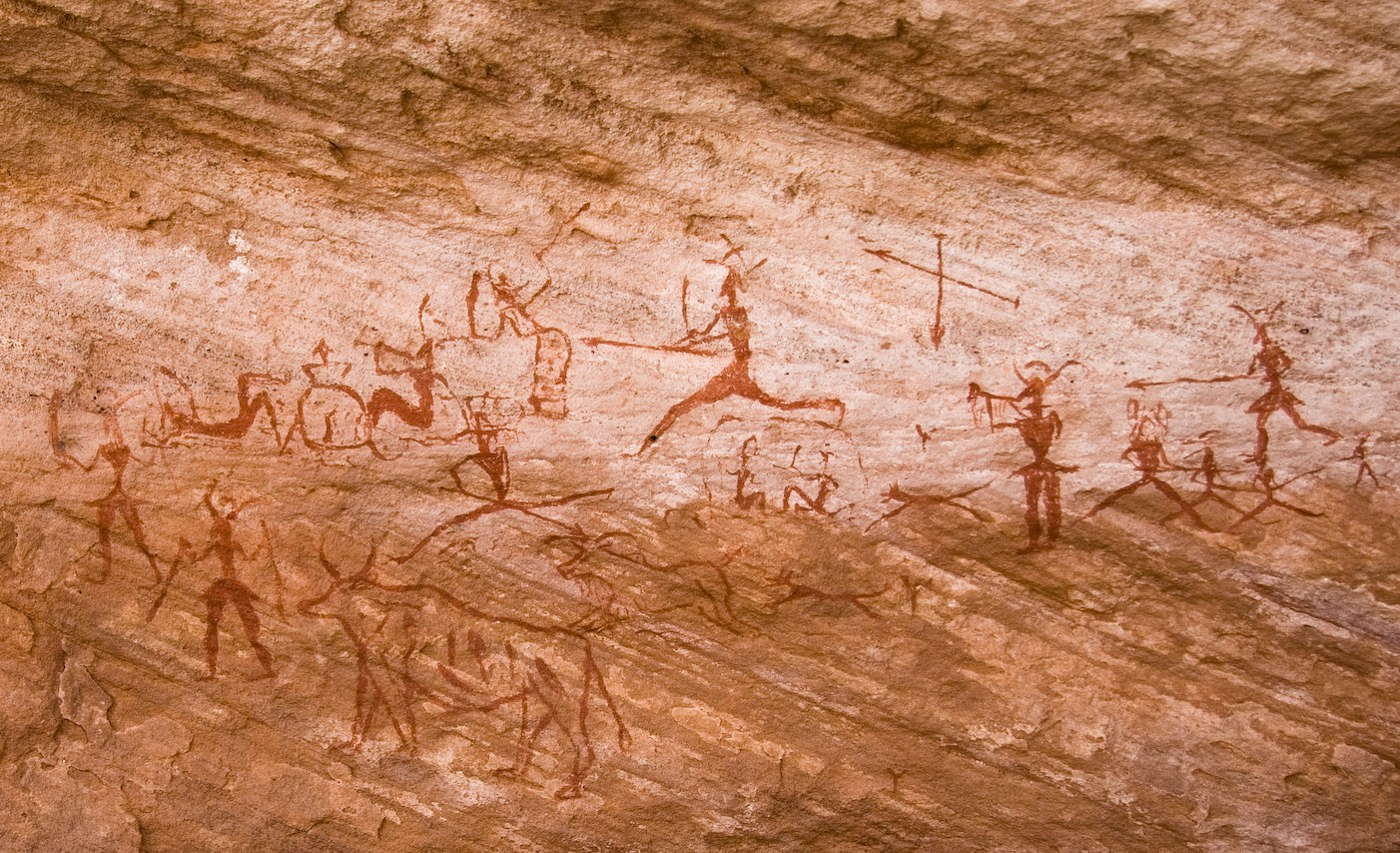
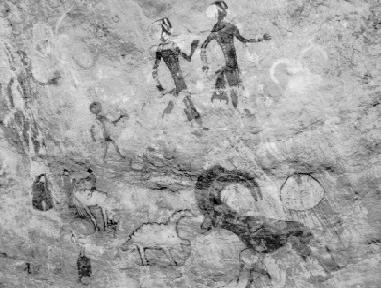
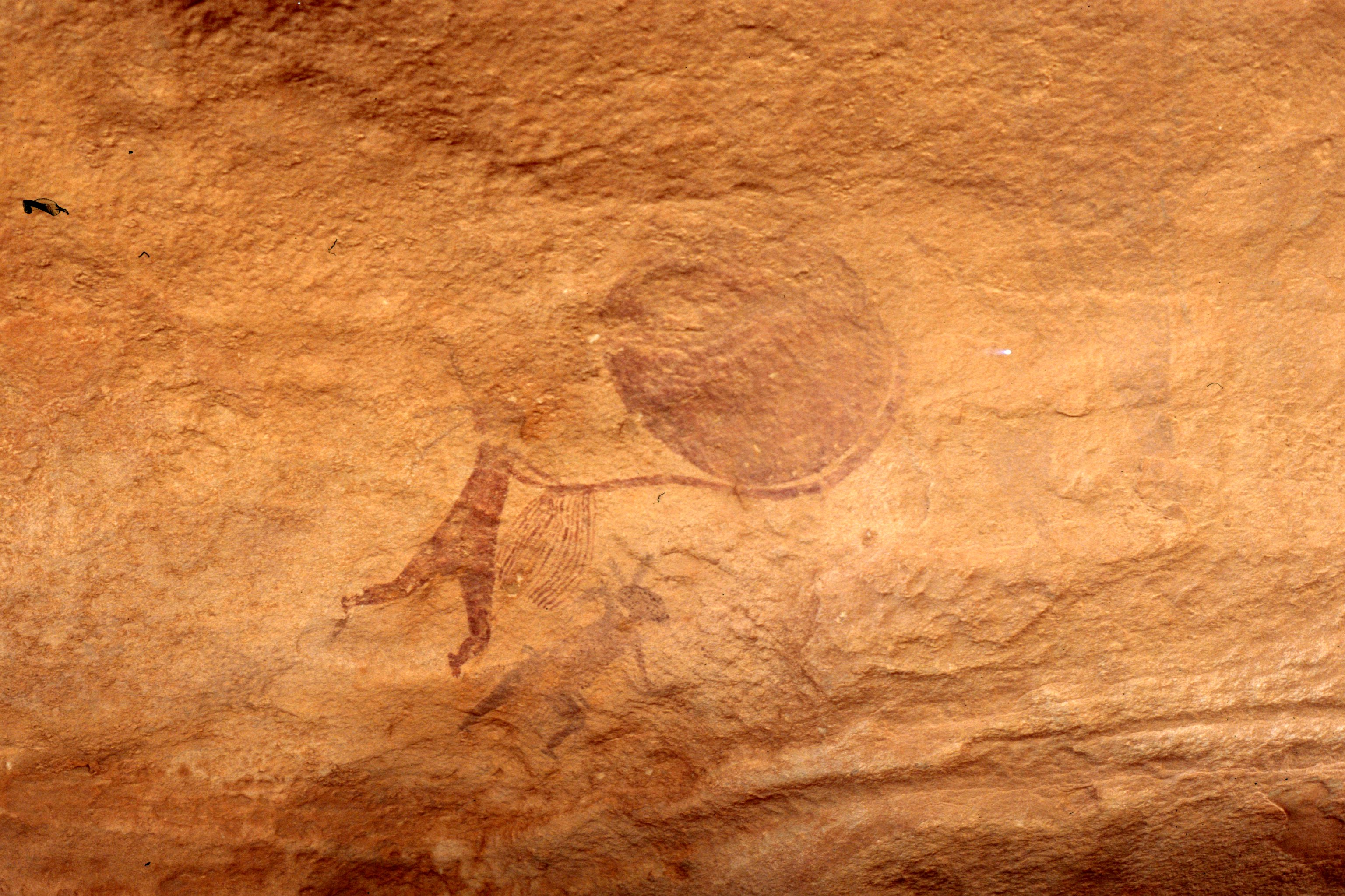
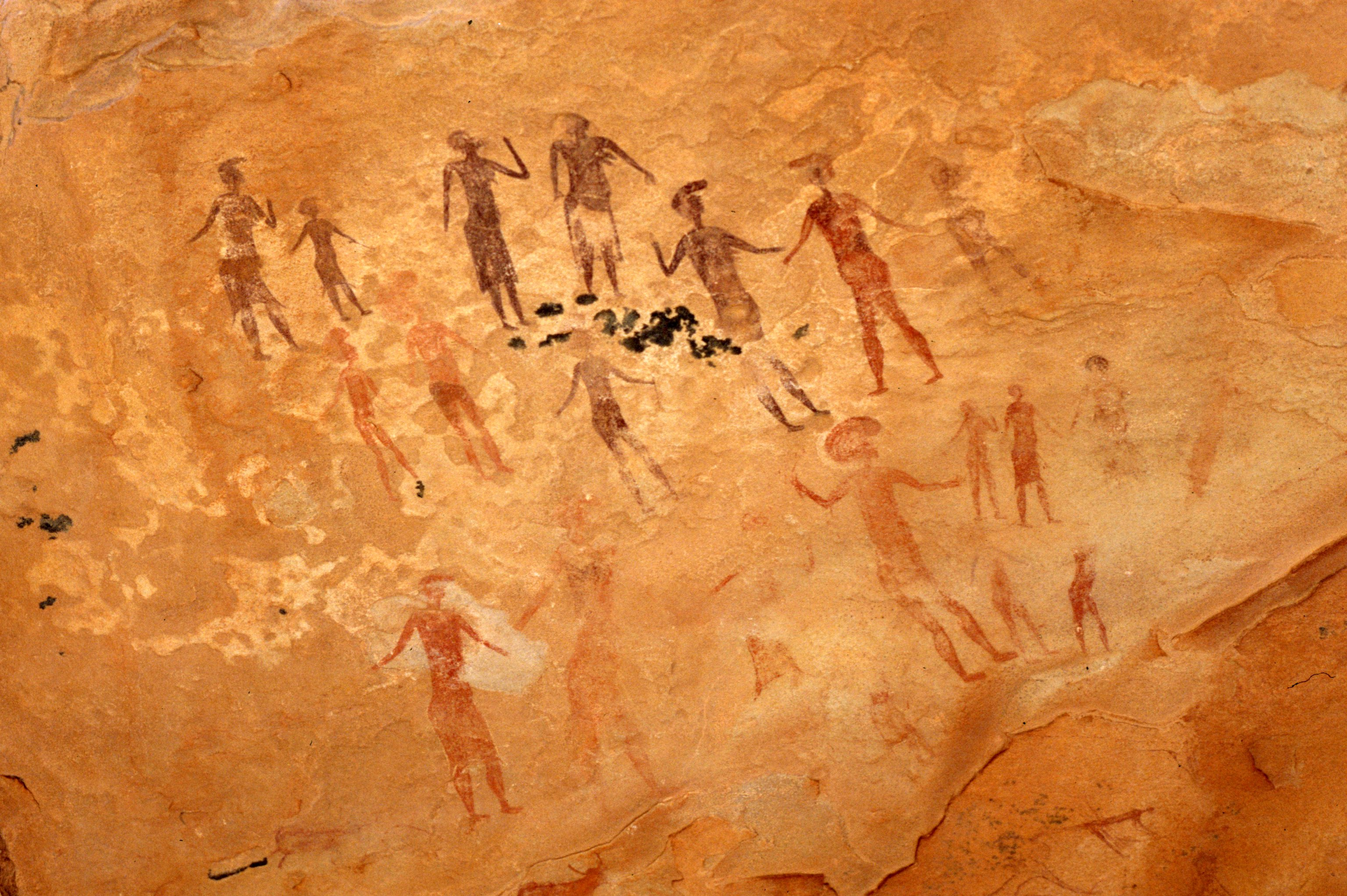
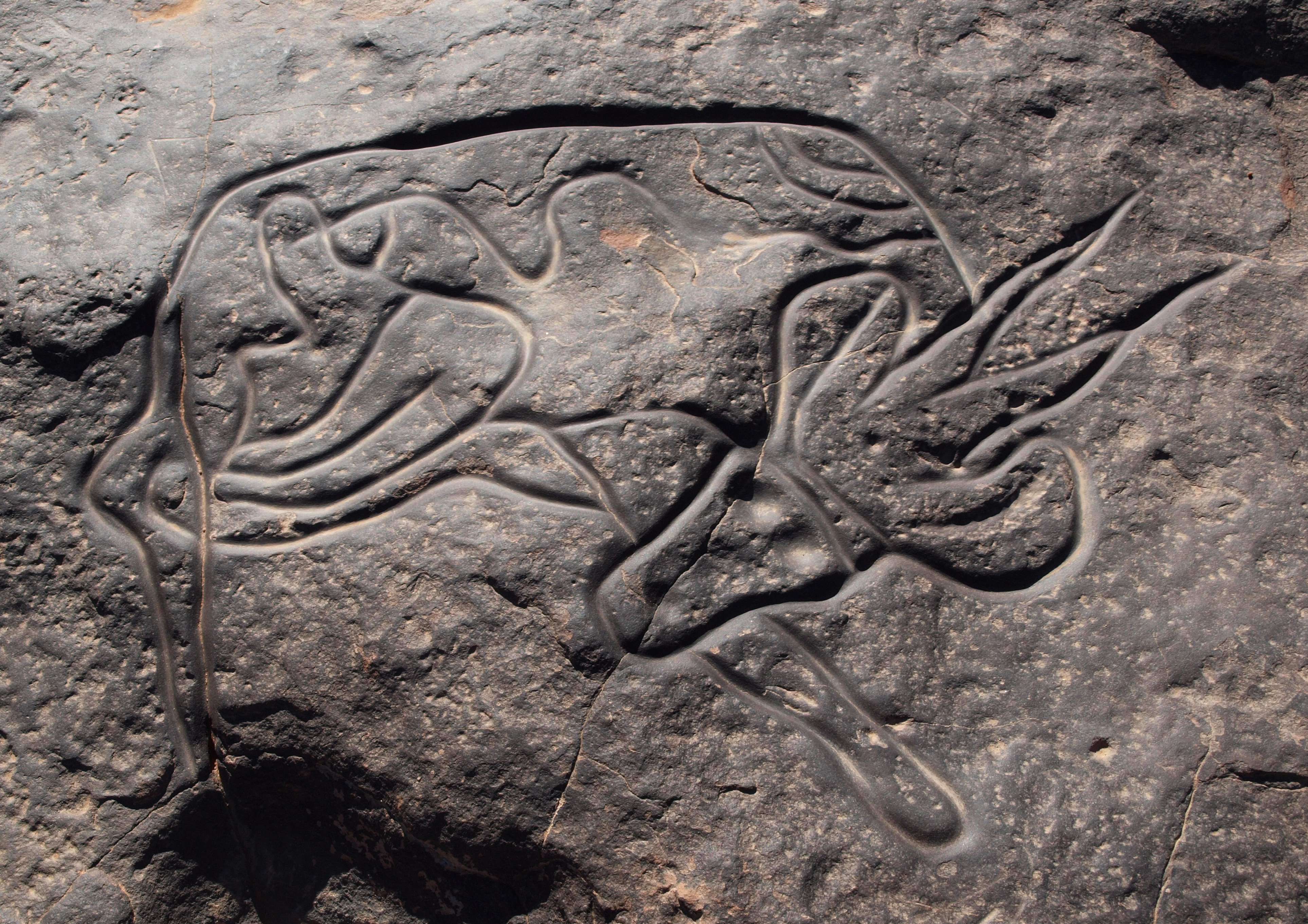